# Gastronomía de Israel

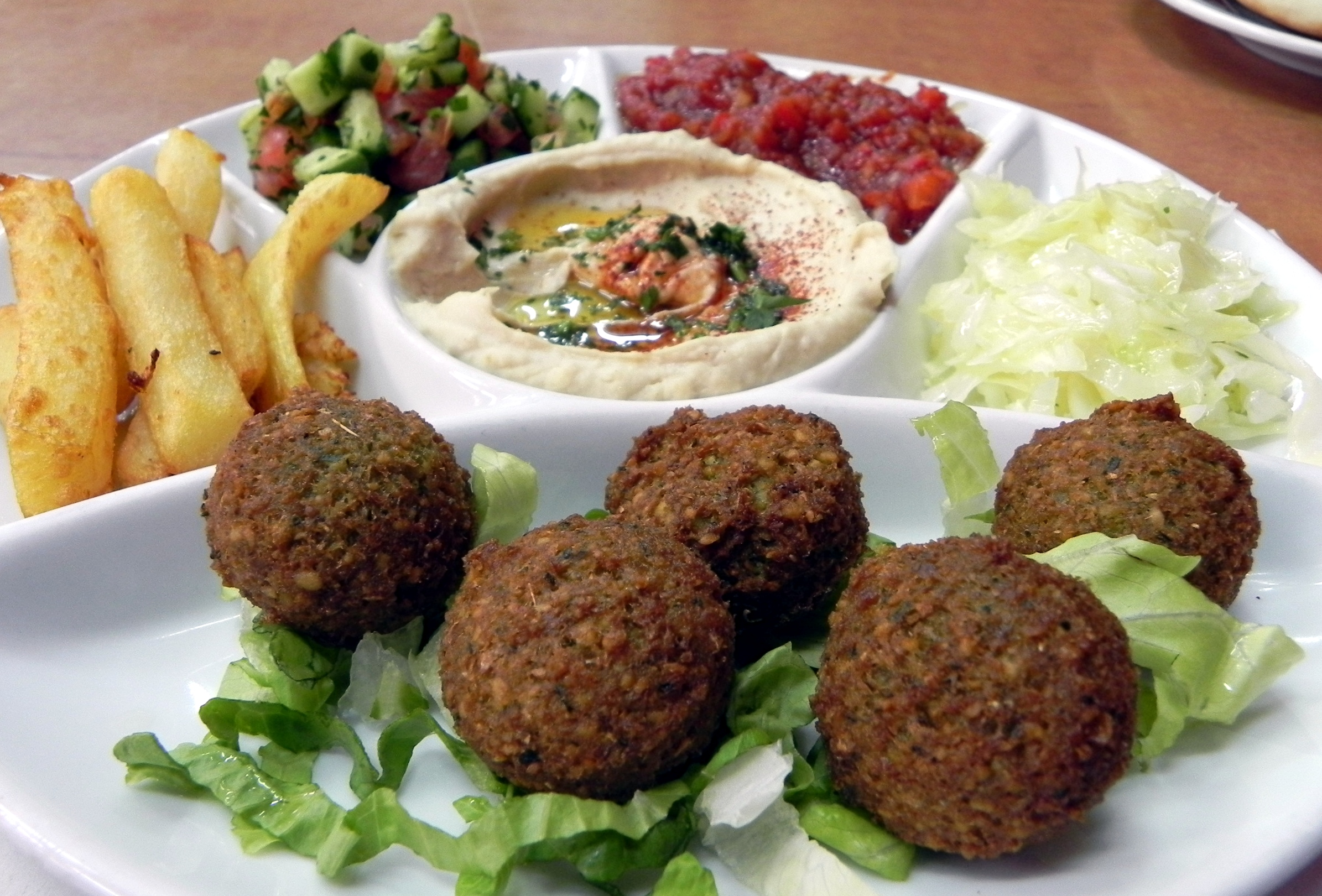
Platillo de falafel, hummus y ensalada israelí

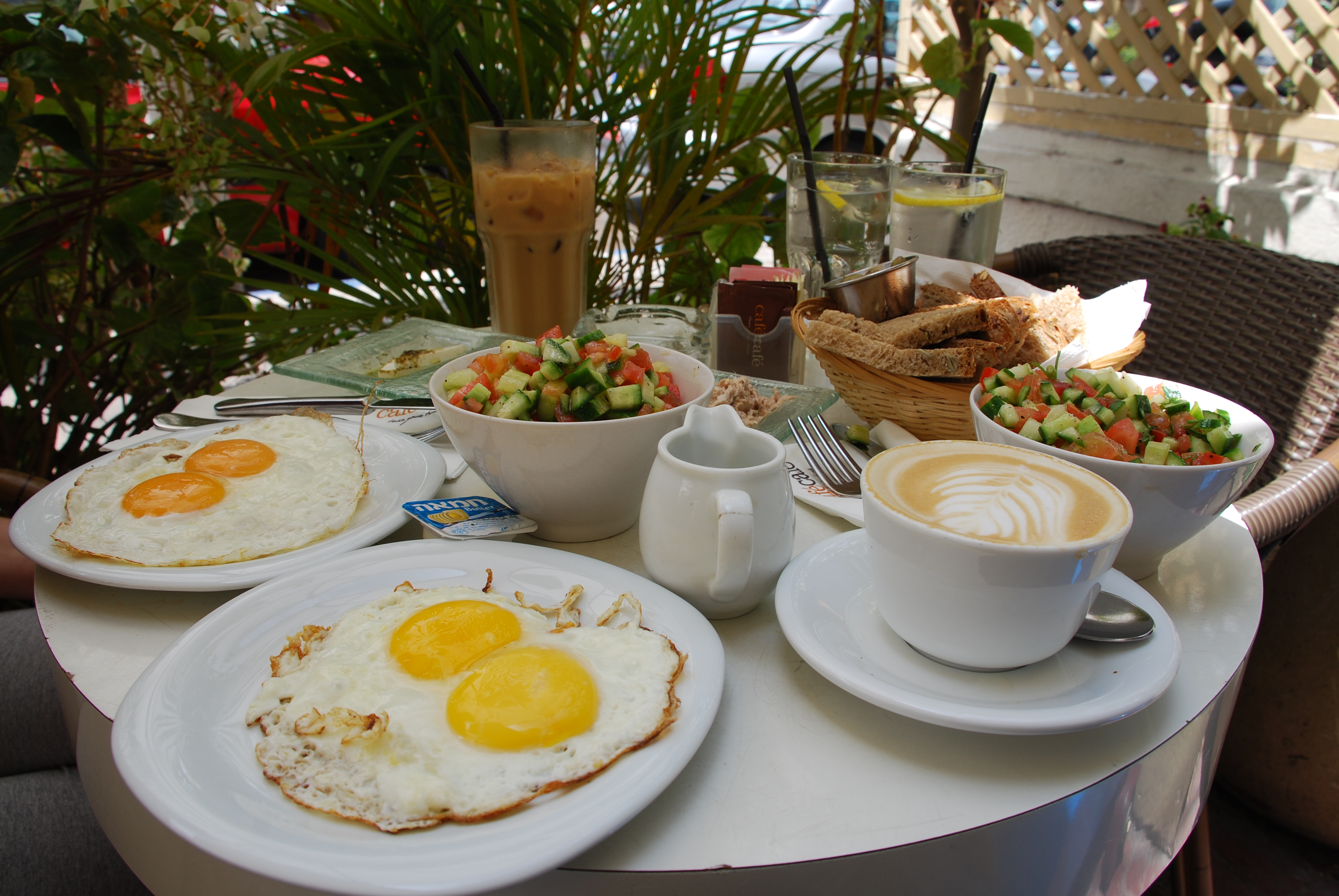
Desayuno israelí

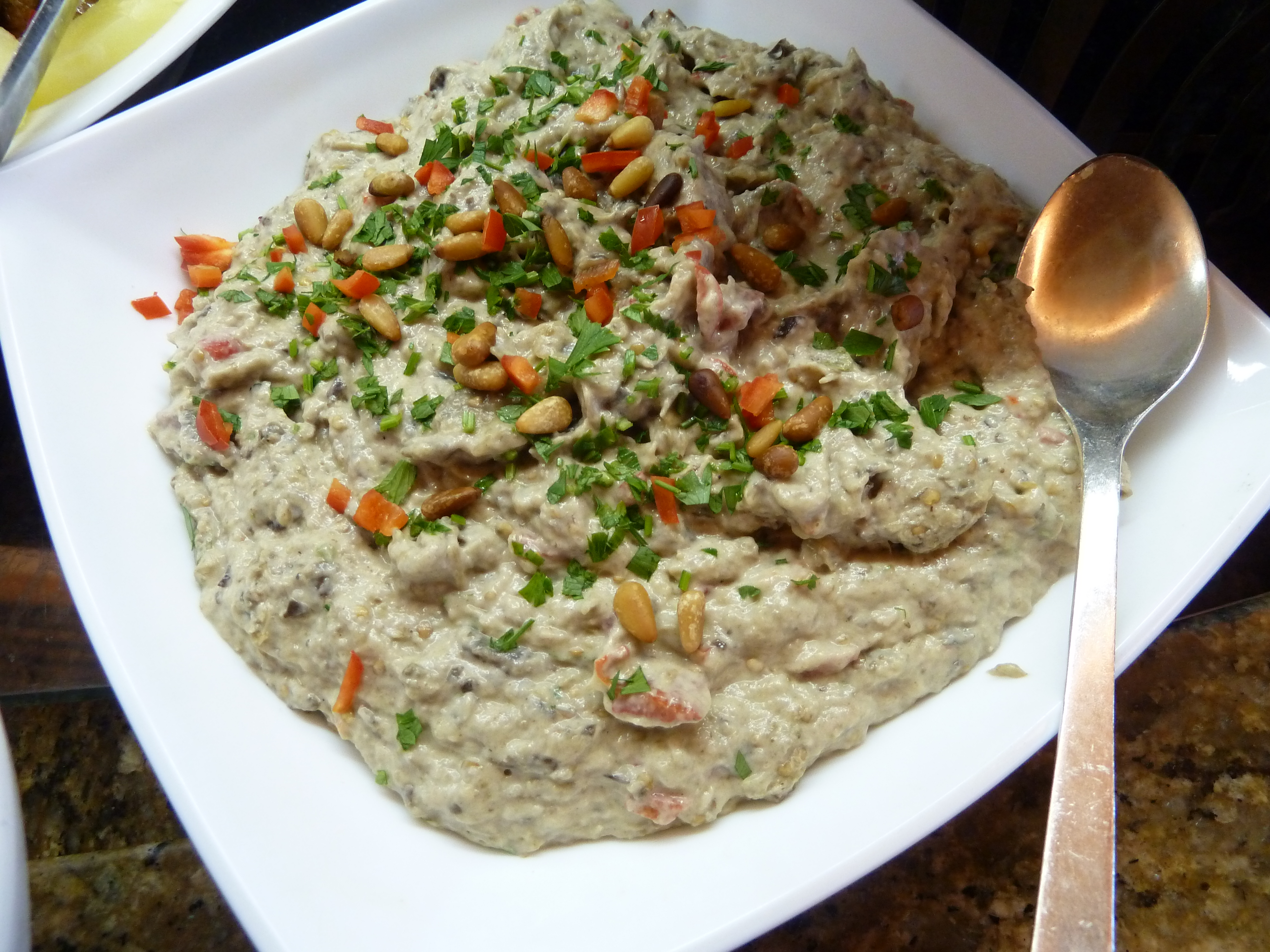
Ensalada de berenjena y mayonesa israelí

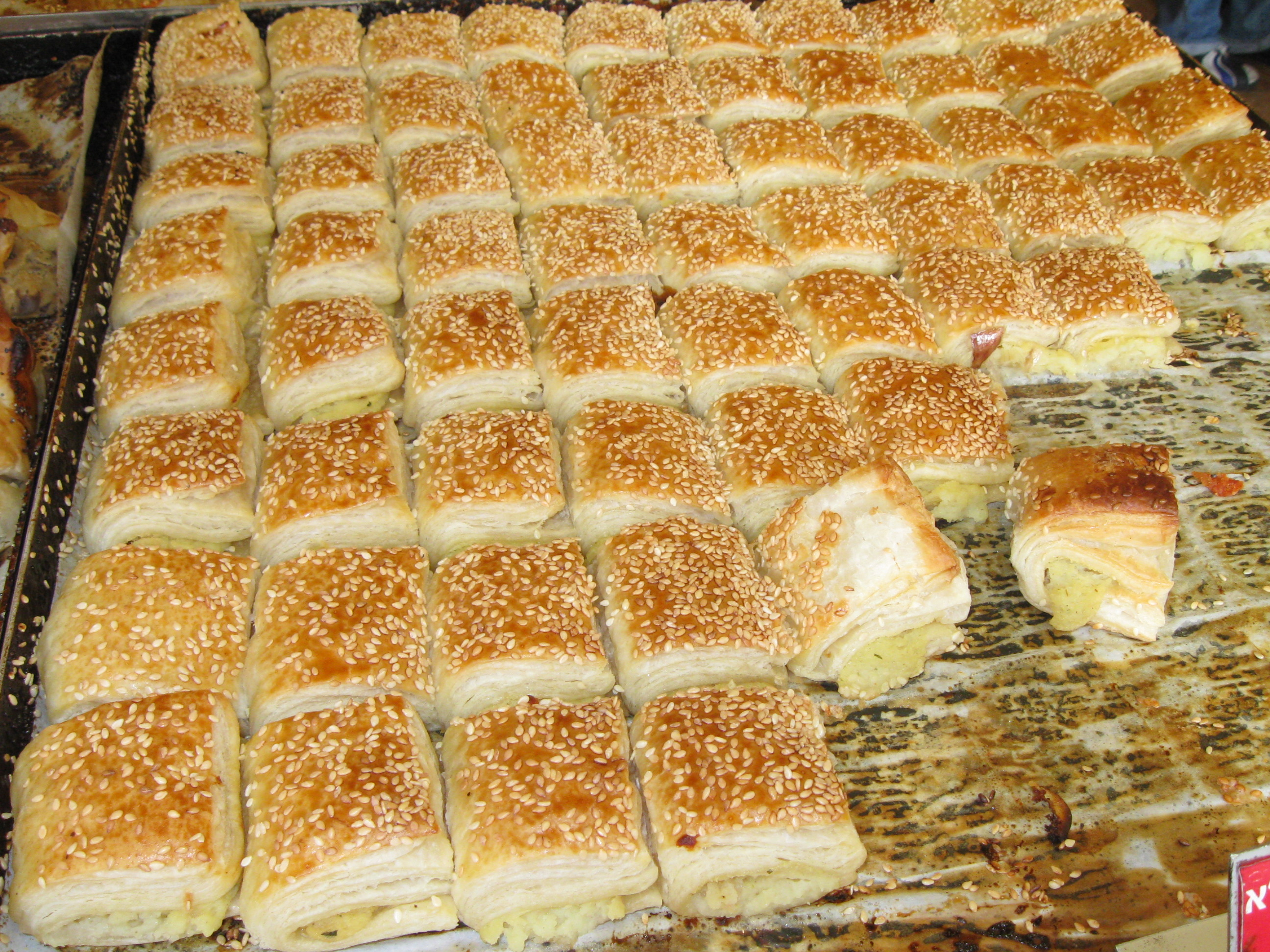
Bourekas de patata

La cocina israelí (en hebreo: המטבח הישראלי ha-mitbach-ha yisra'eli) se compone principalmente de platos traídos de la diáspora, y más recientemente se ha definido por el desarrollo de una notable cocina de fusión caracterizada por la mezcla de la cocina judía y la gastronomía árabe. También combina las tradiciones culinarias de los diversos grupos de la diáspora, a saber, las de los judíos mizrajíes (o «judíos árabes») de Oriente Medio, los judíos sefardíes de la (originalmente de la península ibérica, procedentes de países europeos, del Magreb y del propio Levante mediterráneo) y los judíos asquenazíes de Europa Central y Oriental. Desde antes de la creación del Estado de Israel en 1948, y sobre todo desde finales de 1970, se ha desarrollado una cocina de fusión judía israelí.
Incorpora muchos alimentos que tradicionalmente se comen en la cocina mediterránea, y alimentos como el faláfel, hummus, msabbaha, shakshuka, cuscús y zaʿatar son ampliamente populares en Israel hoy en día.
Otras influencias en la cocina israelí son la disponibilidad de alimentos comunes en la región mediterránea, especialmente ciertos tipos de frutas, verduras, productos lácteos y pescado; los platillos tradicionales distintivos se preparan en tiempos de festividades; se mantiene la tradición kosher; y costumbres específicas para Shabat y diferentes fiestas judías, como la jalá, jachnun, malawaj, gefilte fish, hamin y las sufganiyot.
Existen nuevos platillos a base de productos agrícolas, como las naranjas, aguacates, productos lácteos y pescado, y otros basados en las tendencias mundiales, los cuales se han introducido en los últimos años, y los cocineros con formación en el extranjero han traído elementos de otras cocinas internacionales.

## Historia

### Orígenes
Las tradiciones culinarias de Israel comprenden los  alimentos y métodos de cocción que abarcan tres mil años de historia. Durante ese tiempo, estas tradiciones han sido modificadas por influencias de Asia, África y Europa, influencias religiosas y étnicas que se han traducido en un crisol culinario. Registros bíblicos y arqueológicos proveen un vistazo a la vida culinaria de la región de años tan atrás como 968 antes de Cristo, en los días de los reyes del antiguo Israel.
Durante el período del Segundo Templo (516 AC a 70 DC), las culturas helenística y romana influenciaron fuertemente la cocina, especialmente de los sacerdotes y la aristocracia de Jerusalén. Comidas elaboradas eran servidas e incluían entradas picantes y bebidas alcohólicas, pescado, carne, escabeche, verduras frescas, aceitunas, tartas y frutas dulces.
La comida de los antiguos israelitas se basó en varios productos que aún juegan un papel importante en la cocina moderna israelí. Estos eran conocidos como las siete especies: aceitunas, higos, dátiles, granadas, el trigo, la cebada y uvas. La dieta basada en productos locales, fue realzada con especias importadas, de fácil acceso debido a la posición del país en la encrucijada de las rutas comerciales este-oeste.

Después de la destrucción del Segundo Templo y el exilio de la mayoría de los judíos de la tierra de Israel, la cocina judía continuó desarrollándose en los muchos países donde las comunidades judías han existido desde la Antigüedad tardía. Cambio influenciado por la economía, la agricultura y las tradiciones culinarias de esos países.

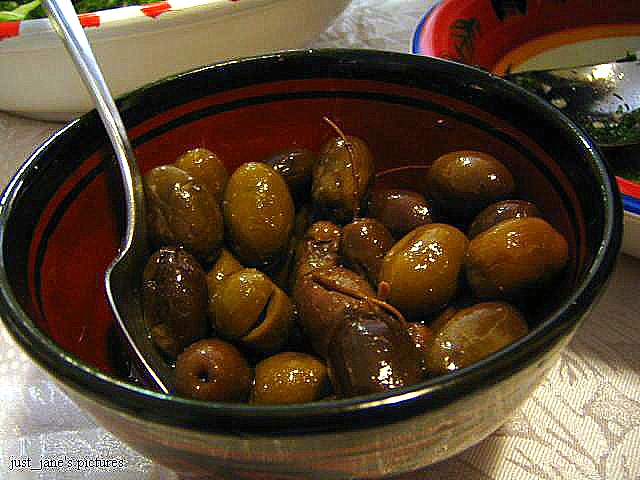
Aceitunas con especias

### Antiguo Yishuv
La comunidad judía que vivió en la Siria otomana antes de la inmigración sionista a partir de 1881, era conocida como el Antiguo Yishuv. El estilo de cocina de la comunidad era la cocina sefardí, que se desarrolló entre los Judíos de España antes de su expulsión en 1492, y en las zonas a las que emigraron a partir de entonces, en particular en los Balcanes y el imperio otomano. Los sefardíes también establecieron comunidades en el Antiguo Yishuv. Particularmente en Jerusalén, donde continuaron desarrollando su estilo culinario, influenciado por la cocina otomana, creando un estilo que se conoce como cocina de Jerusalén sefardí. Esta cocina incluye pasteles como sambousak y burekas, verduras gratinadas, verduras rellenas, el arroz y pilafs bulgur, que ahora se consideran clásicos de Jerusalén.
Grupos de judíos jasídicos de Europa del Este comenzaron a establecer comunidades en el siglo XVIII, y trajeron con ellos su cocina tradicional Ashkenazi, desarrollando variaciones locales distintas, sobre todo un budín de fideos picantes, caramelizados conocido como kugel Yerushalmi.

A partir de la Primera Aliá en 1881, Judíos comenzaron a emigrar a la zona de Europa del Este en números más grandes, sobre todo de Polonia y Rusia. Estos pioneros sionistas estaban motivados tanto ideológicamente como por el clima mediterráneo de rechazar los estilos de cocina Ashkenazi con los que habían crecido, prefirieron adaptarse al uso de productos locales, especialmente a verduras como el calabacín, pimientos, berenjenas, alcachofas y garbanzos. El primer libro de cocina hebreo, escrito por Erna Meyer, y publicado a principios de 1930 por la Federación Palestina de Organización Sionista Internacional de Mujeres (WIZO), exhortó a los cocineros a utilizar hierbas mediterráneas, especias de Oriente Medio y verduras locales en su cocina. El pan, las aceitunas, el queso y las verduras crudas que adoptaron se convirtieron en la base del desayuno kibutz, que en formas más abundantes se sirve en los hoteles israelíes, y en diversas formas en la mayoría de los hogares israelíes hoy. 

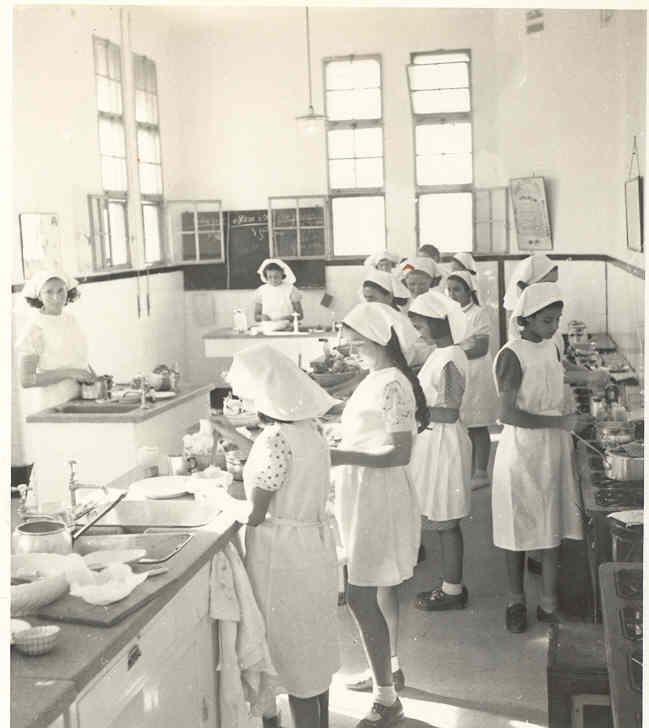
Clase de cocina en una escuela de mujeres en Jerusalén, c.1936

### Primeros años del Estado

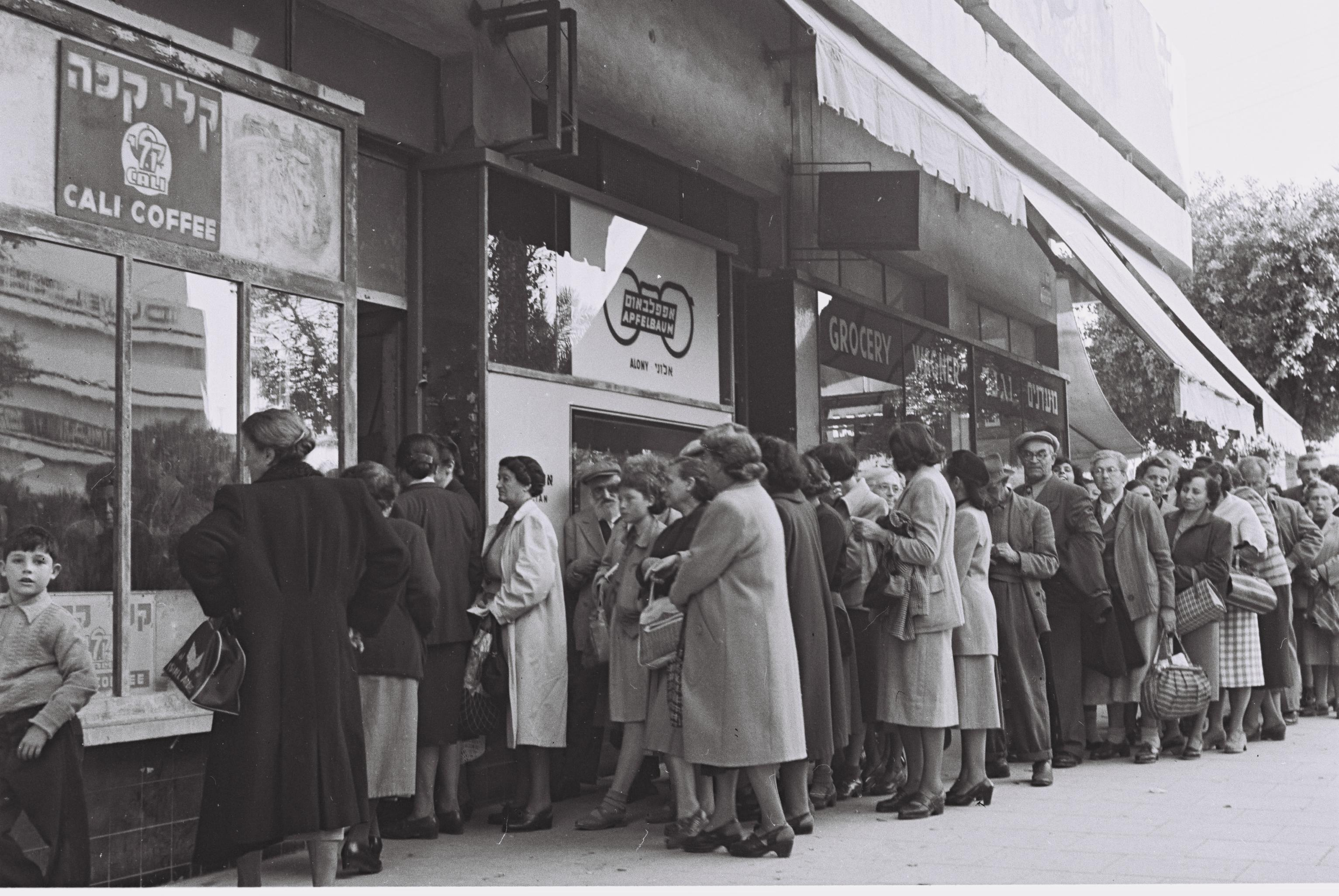
Residentes de Tel Aviv formandos para comprar raciones de alimentos, 1954

El Estado de Israel se enfrentó a grandes desafíos militares y económicos en sus primeros años, lo que causó que el período de 1948-58 fuera una época de racionamiento de alimentos y austeridad, conocido como Tzena. En esta década, más de un millón de inmigrantes judíos, principalmente de los países árabes, y sobrevivientes del Holocausto de Europa, inundaron el nuevo estado. Llegaron sólo los alimentos básicos que estaban disponibles y por lo que los platillos étnicos tuvieron que ser modificado con una gama de alimentos simulados, tales como "hígado" (picado de berenjena), y el pavo como sustituto de la ternera schnitzel para ashkenazim, la kubbeh hecha de pescado congelado en lugar de carne molida para los Judíos iraquíes, y el pavo en lugar de los kebabs de cordero de los judíos mizrajíes. Estas adaptaciones se mantienen como un legado de la época
Sustitutos como el sustituto de arroz a base de trigo, ptitim, se introdujeron, y vegetales versátiles como la berenjena fueron utilizados como alternativas a la carne. Sabor y nutrición adicional fueron proporcionados a partir de latas baratas de pasta de tomate, puré de garbanzos, tahina, y mayonesa en tubos. La carne era escasa, y no fue hasta finales de la década de los cincuenta que los rebaños de ganado de carne se introdujeron en la economía agrícola.
Khubeza, una variedad local de la planta de malva, se convirtió en una importante fuente de alimento durante la Guerra de la Independencia. Durante el asedio de Jerusalén, cuando los convoyes de alimentos no pudieron llegar a la ciudad, los habitantes salieron a los campos a recoger hojas de khubeza, que tienen un alto contenido en hierro y vitaminas. La estación de radio de Jerusalén, Kol Hamagen, difundió instrucciones para cocinarla preparando unas croquetas denominadas Ktzitzot Khubeza; lo que se dijo en Jordania convenció a los árabes de que los judíos estaban muriendo de hambre y la victoria estaba al alcance de la mano. En la última década, los críticos de alimentos de Israel han animado a la población a preparar Ktzitzot Khubeza en el Día de la Independencia de Israel. Chefs locales han comenzado a servir khubeza y otras plantas silvestres recogidos de los campos en restaurantes de lujo. El plato de la guerra de la Independencia se llama Ktzitzot Khubeza y todavía es comido por los israelíes de hoy.

### Impacto de la inmigración

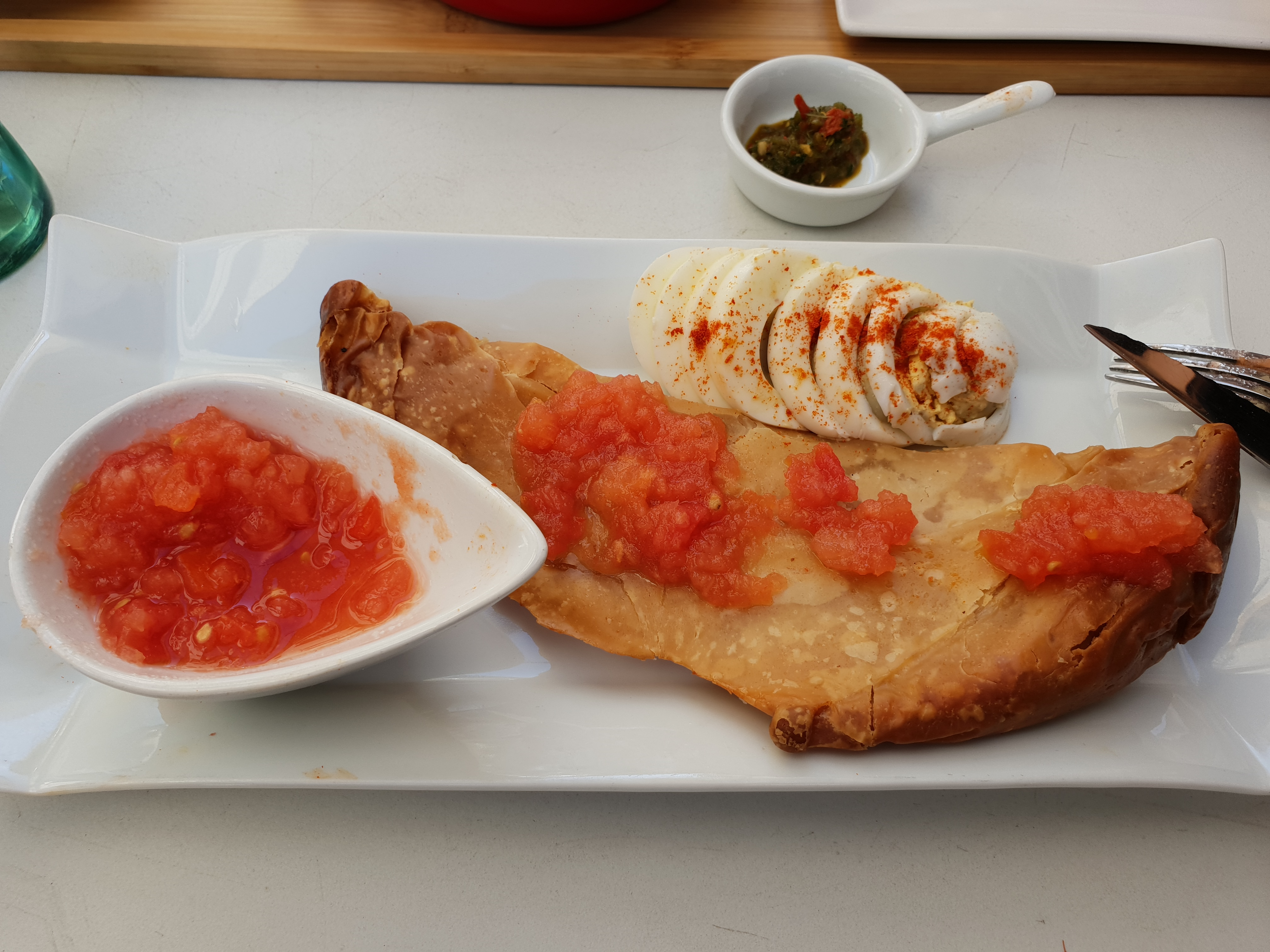
Jachnun

Los inmigrantes de Israel han incorporado elementos de las tradiciones culinarias pertenecientes a los países y culturas de donde vinieron. Durante aproximadamente cincuenta años antes de 1948, hubo sucesivas olas de inmigración judía, que trajeron consigo toda una serie de alimentos y estilos de cocina. Los inmigrantes que llegan de Europa central trajeron alimentos como el schnitzel y strudel, mientras que los Judíos rusos trajeron el borsch y arenque.
Platos ashkenazi incluyen sopa de pollo, schnitzel, salmón ahumado, hígado picado, pescado relleno, knishes, kishka y Kugel. Las primeras pastelerías israelíes fueron abiertas por los judíos ashkenazi, que popularizaron tartas y pasteles de Europa Central y del Este como pasteles de levadura (babka), espirales de nueces (Schnecken), bollos de chocolate y pasteles en capas.
Después de 1948, el mayor impacto vino de la gran migración de los judíos de Turquía, Irak, Kurdistán y Yemen, y judíos mizrahi del norte de África, sobre todo Marruecos. Por lo general, el personal de las cocinas del ejército, escuelas, hospitales, hoteles y cocinas de los restaurantes se ha constituido por mizrahis, judíos kurdos y yemenitas, esto ha tenido una influencia en las modos de cocción y los ingredientes del país.

Cocina Mizrahi, la cocina de los judíos de África del Norte, está comprendida por carnes, los hojaldres salados y dulces, platos de arroz, verduras rellenas, pan de pita, y ensaladas, compartiendo muchas similitudes con la cocina árabe. Otros platos del norte de África populares en Israel incluyen cuscús, shakshouka, matbuja, ensalada de zanahoria y chraime (rodajas de pescado cocinado en una salsa de tomate picante). Platos sefardíes, que incorporan influencias balcánicas y turcas en la cocina israelí incluyen burekas, yogur y taramosalata. Alimentos judíos yemenitas incluyen jachnun, malawach, skhug y kubane. Platos iraquíes populares en Israel incluyen ambas, varios tipos de kubba, verduras rellenas (mhasha), kebab, sambusac, sabich y verduras en escabeche (hamutzim).

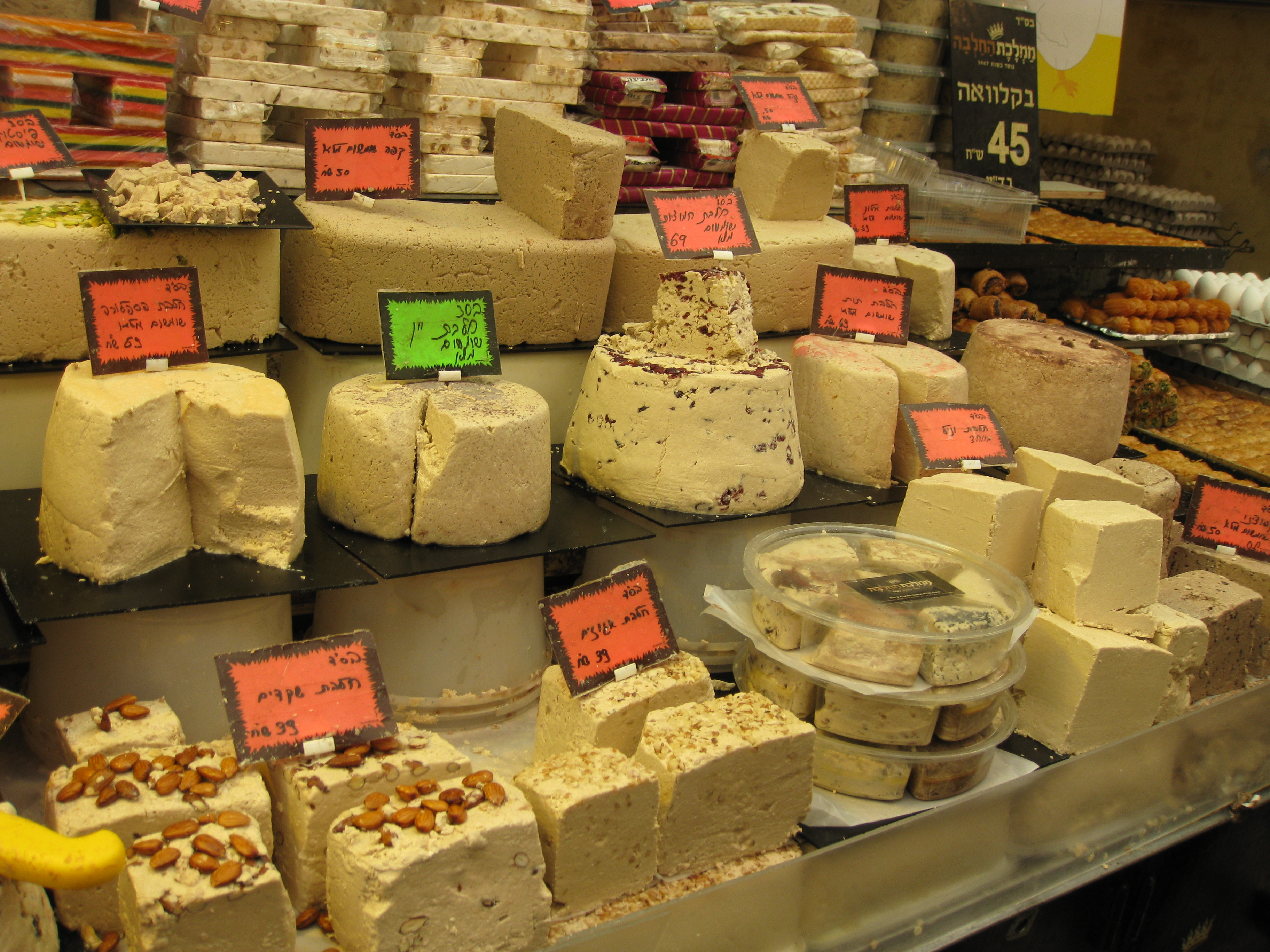
Halva en el mercado de Mahane Yehuda

### Tendencias modernas
A medidas que la agricultura israelí se desarrolló, nuevos tipos de frutas y verduras aparecieron en el mercado, esto permitió a los cocineros y chefs comenzar a experimentar en la elaboración de nuevos platos con ellos.
También comenzaron a usar ingredientes "bíblicos" como la miel, los higos y  las granadas, y alimentos indígenas como los nopales (Tzabar) y los garbanzos. Desde finales de la década de 1970, ha habido un creciente interés en la cocina internacional, la cocina con vino y hierbas, y el vegetarianismo. Una cultura de comida sofisticada se comenzó a desarrollar en Israel con la publicación de libros de cocina, como "De la cocina con amor" por Ruth Sirkis, este libro presentó las tendencias internacionales de cocina, y fue publicado en 1974. Otro factor fue la apertura de restaurantes de cocina china, italiana y francesa, que fomentó más el salir a cenar.
La década de 1980 fue una década formativa: hubo un aumento en el optimismo después de la firma del tratado de paz con Egipto en 1979, una recuperación económica de mediados de la década de 1980 y un aumento de los viajes en el extranjero por ciudadanos comunes, fueron factores que contribuyeron a un mayor interés por la comida y el vino. Además el interés por los ingredientes de alta calidad y producción local se volvieron cada vez más accesibles en cuanto a disponibilidad y precio. Por ejemplo, las centrales lecheras privadas comenzaron a producir quesos artesanales de cabra, oveja y leche de vaca, que rápidamente se volvieron muy populares entre los chefs y el público en general. En 1983, Golan Heights Winery fue el primero de muchos nuevos enólogos israelíes en ayudar a transformar los gustos, con su producción de clase mundial de vinos, semisecos y secos. Se prestó atención a la elaboración de panes artesanales y la producción de aceite de oliva de alta calidad. El éxito del desarrollo de la acuicultura aseguró un suministro constante de pescado fresco, y la revolución agrícola en Israel llevó a una elección abrumadora y calidad de frutas frescas, verduras y hierbas.
La herencia culinaria étnica, tanto sefardí y asquenazí, ha hecho una reaparición con la creciente aceptación de la sociedad heterogénea. Además de cocinar en casa, muchos alimentos étnicos están ahora disponibles en los mercados callejeros, supermercados y restaurantes, o se sirven en las bodas y bar mitzvah, además la gente come cada vez más alimentos de origen étnico distinto del propio. Las superposiciones y combinaciones de alimentos de los diferentes grupos étnicos se están convirtiendo en un estándar, a medidas que una cultura de la comida multiétnica se desarrolla.
La década de 1990 vio un creciente interés por la cocina internacional. Sushi, en particular, se ha afianzado como un estilo popular para ir a comer y como plato principal para eventos. En los restaurantes, la cocina de fusión, con la mezcla de cocinas clásicas como francesa y japonesa con ingredientes locales se ha generalizado. En la década de 2000, la tendencia de "comer sano", con énfasis en alimentos de granos enteros orgánicos, se ha vuelto popular y la investigación médica ha llevado a muchos israelíes a volver a aceptar la dieta mediterránea, con sus beneficios para la salud.

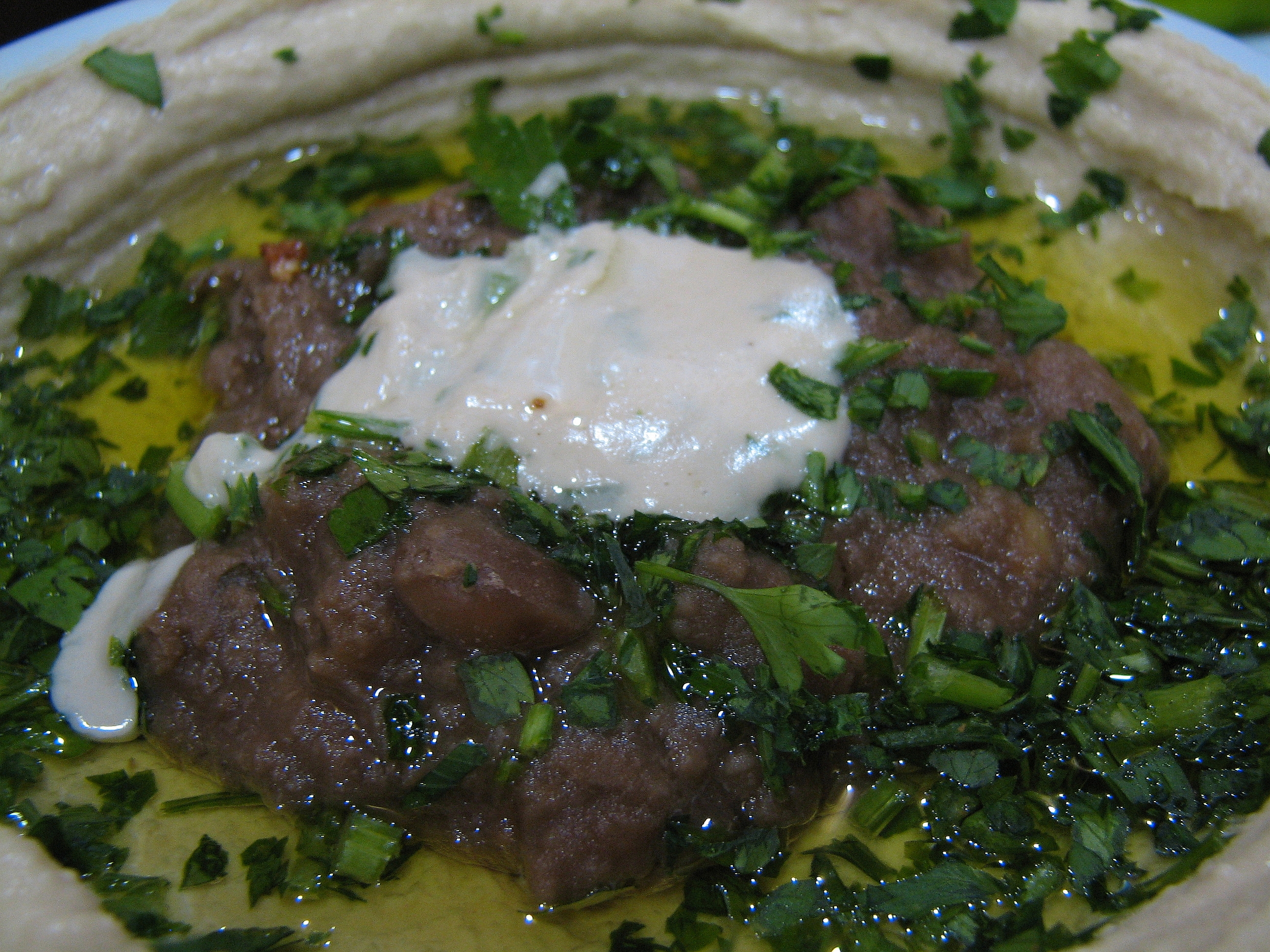
Hummus con ful y tehina

## Características

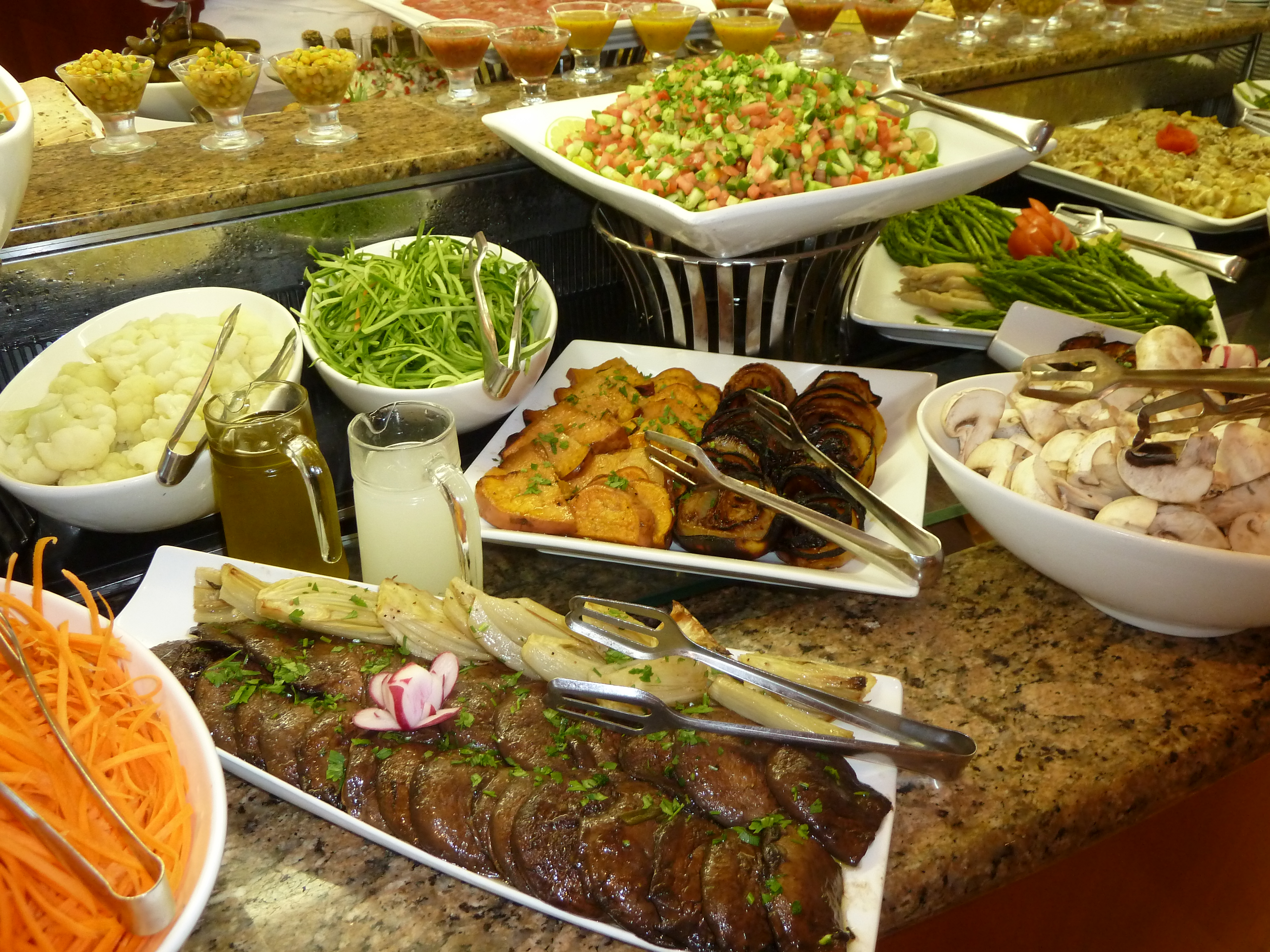
Platillos de almuerzo

La geografía tiene una gran influencia en la cocina de Israel, y los alimentos comunes en la región mediterránea, como las aceitunas, trigo, garbanzos, productos lácteos, pescado y verduras como tomates, berenjenas y calabacín son prominentes en la cocina israelí. Frutas y verduras frescas son abundantes en Israel y se cocinan y se sirven de muchas maneras.
Hay varias zonas climáticas en Israel y las zonas con asentamientos permiten cultivar una variedad de productos. Los árboles de cítricos como la naranja, limón y pomelo prosperan en la llanura costera. Higos, granadas y aceitunas crecen en las zonas montañosas más frías. El clima subtropical, cerca del Mar de Galilea y el valle del río Jordán es adecuado para mangos, kiwis y los plátanos, mientras que el clima templado de las montañas de la Galilea y el Golán es adecuado para las uvas, las manzanas y cerezas.
Costumbres alimenticias israelíes también se ajustan a la región mediterránea, con el almuerzo, en lugar de la cena, siendo la comida focal de un día de trabajo regular. "Alimentos Kibbutz" han sido adoptados por muchos israelíes para sus cenas ligeras, así como para los desayunos, y pueden consistir en varios tipos de quesos, tanto blandos como duros, yogur, labneh, crema agria, verduras, ensaladas, aceitunas, huevos duros o tortillas, el escabeche, el arenque, una variedad de panes, zumo de naranja natural y café.
Además, las fiestas judías influyen en la cocina, con la preparación de los alimentos tradicionales en tiempos de fiesta, tales como diversos tipos de jalá (pan trenzado) para Sabbats y Festivales, donas de jalea (sufganiyot) para Hanukah, la pastelería hamantaschen (haman oznei) para Purim, jaroset, un tipo de pasta de fruta para la Pascua, y los productos lácteos para Shavuot. La cena de Shabat, comida el viernes, y en menor medida el almuerzo Shabat, es una comida importante en los hogares israelíes, junto con las comidas de las fiestas.
Aunque no todos los judíos en Israel consumen kosher, la tradición de kashrut influye fuertemente en la disponibilidad de ciertos alimentos, en su preparación en los hogares, en las instituciones públicas y de muchos restaurantes, incluyendo la separación de la leche y la carne, o el evitar el uso de alimentos no kosher, especialmente el cerdo y los mariscos. Durante la Pascua, el pan y otros alimentos fermentados son prohibidos para los Judíos observantes, por lo que se les sustituye por matzá y alimentos de levadura libre.

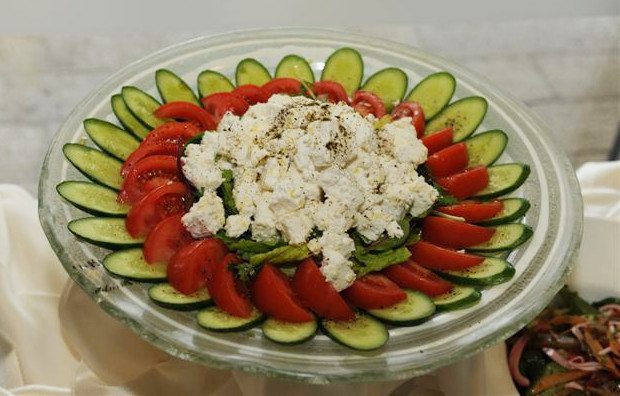
Comidas típicas -queso blanco, pepino y tomate- en una ensalada

## Platillos
Israel no tiene un platillo nacional universalmente reconocido; sin embargo, muchos consideran que es el falafel, bolas fritas de garbanzos de tierra. Los vendedores ambulantes de todo Israel venden falafel y es uno de los favoritos de la "comida de la calle".

### Ensaladas y aperitivos

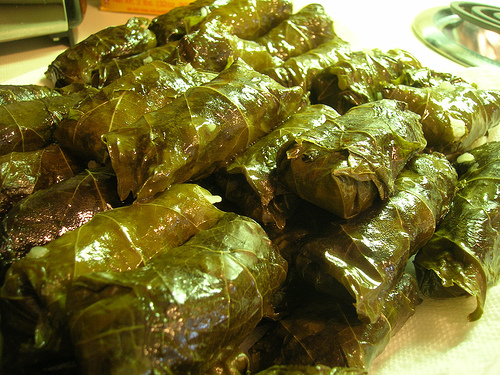
Hojas de parra rellenas

Ensaladas de verduras se comen con la mayoría de las comidas, incluyendo en el desayuno tradicional israelí, que normalmente incluiría huevos, pan y productos lácteos como el yogur o queso cottage. Para el almuerzo y la cena, la ensalada se puede servir una guarnición. Se le conoce como hummuschipsalat a la versión ligera de la ensalada ("Salat"), hummus y patatas fritas ("chips") servida en un pan de pita.
La ensalada israelí se hace típicamente con tomates y pepinos picados finamente bañados con aceite de oliva, jugo de limón, sal y pimienta. Las variaciones incluyen la adición de cubitos de pimientos rojos o verdes, zanahoria rallada, repollo o lechuga finamente rallada, rábano en rodajas, hinojo, cebolla, cebollín, perejil picado, u otras hierbas y especias como la menta, za'atar y el zumaque. Aunque fue popularizado por los kibbutzistas, existe versiones de esta ensalada mixta, traídas a Israel desde varios lugares. Por ejemplo, los Judíos de la India la preparan con el jengibre finamente picado y chiles verdes, los Judíos Norte de África le añaden cáscara de limón y pimienta de cayena, y los Judíos Bukharan pican las verduras muy finamente y utilizan vinagre, sin aceite en el aderezo.
Tabulé es un plato vegetariano levantino (a veces considerado como una ensalada) tradicionalmente hecho de tomates, perejil finamente picado, menta, bulgur y cebolla, y sazonado con aceite de oliva, jugo de limón y sal. Algunas variaciones israelíes de la ensalada utilizan semillas de granada en lugar de tomates.
La ensalada Sabich es una variación del conocido plato israelí Sabich, los ingredientes de la ensalada son berenjena, huevos duros, tahini, ensalada israelí, patata, y perejil.
Kubba es un plato hecho de arroz / sémola / bulgur (trigo partido), cebollas picadas finamente y carne magra de tierra, cordero o pollo. La variedad más conocida es una croqueta frita en forma de torpedo rellena de carne picada, pollo o cordero. Fue traído a Israel por los Judíos de origen iraquí, kurdo y sirio.
Sambusak es un bolsillo semicircular de masa rellena con puré de garbanzos, cebolla frita y especias. Hay otra variedad rellena de carne, cebolla frita, perejil, especias y nueces de pino, que a veces se mezcla con el puré de garbanzos, la versión para el desayuno se come con queso feta o Tzfat queso y za'atar. Puede ser frito y cocido.
Boreca es carne picada suave con cebolla y especias o puré de papa envueltos en masa phyllo, y frita en aceite o cocinada al horno. Por lo general se sirven en las bodas y otras celebraciones.
Las verduras asadas incluyen pimientos, chiles, tomates, cebollas, berenjenas y también a veces patatas y calabacín. Por lo general se sirve con carne a la parrilla.
Tursu es un escabeche de verduras hechas por inmersión en agua y sal (a veces con aceite de oliva) en una olla y retiradas del aire. Los ingredientes pueden incluir: pepino, repollo, berenjena, zanahoria, nabo, rábano, cebolla, alcaparras, limón, aceitunas, coliflor, tomates, ají, pimiento, ajo y frijoles.
Una gran variedad de ensaladas y salsas se hacen con berenjenas asadas. El Baba Ganush, o llamado salat ḥatzilim en Israel, se hace con tahina y otros condimentos como ajo, jugo de limón, cebolla, hierbas y especias. La berenjena es a veces asada a la parrilla sobre una llama abierta para que la pulpa tenga un sabor ahumado. Una variación particularmente israelí de la ensalada se hace con mayonesa llamada salat ḥatzilim b'mayonnaise. Las ensaladas de berenjena también se hacen con yogur o con queso feta, cebolla picada y tomate, o en el estilo de los Judíos rumanos, asado rojo con pimienta.

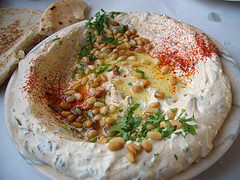
Hummus con piñones

La Tahina se utiliza a menudo como un aderezo para falafel, sirve como una salsa de la cocción de la carne y el pescado, también se usa como base de dulces como la halva.
El hummus es una piedra angular de la cocina israelí, y el consumo en Israel ha sido comparado por la crítica en gastronomía Elena Ferretti como la "mantequilla de maní en América, Nutella en Europa o Vegemite en Australia". El hummus en pita es una comida común para los niños, y es una adición popular a muchas comidas. Los supermercados ofrecen una variedad de hummus preparado comercialmente, y algunos israelíes prefieren tomarse el tiempo para comprar hummus fresco preparado en una hummusia, un establecimiento dedicado exclusivamente a la venta de hummus.
La ensalada de Aguacate Salat al estilo israelí, con el jugo de limón y cebolletas picadas (cebollas de primavera), fue presentado por los agricultores que plantaron árboles de aguacate en la llanura costera en la década de 1920. Desde entonces los aguacates se han convertido en un manjar de invierno y se agregan a las ensaladas, además de comerse acompañado de pan.
El meze de vegetales frescos y cocidos, pepinos encurtidos y otros vegetales, hummus, ful y tahini, queso labneh con aceite de oliva, e Ikra se sirve en las comidas festivas y en los restaurantes. Las ensaladas incluyen ensalada turca (una ensalada picante de cebollas, tomates, hierbas y especias finamente picados), tabulé, ensalada de zanahoria, pimientos rojos y verdes marinados y asados, coliflor frita, matbuja, torshi dyiversas ensaladas de berenjena.
La interpretaciones israelíes modernas del meze mezclan lo tradicional y lo moderno, el emparejamiento de aperitivos ordinarios con combinaciones únicas como el hinojo y ensalada de pistacho, remolacha y ensalada de granada, o apio y kashkaval en ensalada de queso.
Las verduras rellenas, llamadas memula'im, fueron diseñadas originalmente para agregar ingredientes baratos en una comida. Son preparadas por cocineros en Israel de todos los orígenes étnicos y se hacen con muchos sabores diferentes, como el picante o dulce y amargo, con ingredientes como pimientos, chiles, los higos, la cebolla, corazones de alcachofa, acelga, remolacha, frutos secos, tomates, hojas de vid, patatas, malva, berenjenas, calabacín y rellenos con carne y arroz al estilo de los Balcanes, bulgur en la cocina del Medio Oriente, o con ptitim, un tipo de pasta de Israel. Los turcos otomanos introdujeron las hojas de parra rellenas en el siglo XVI, también la hojas de vid son comúnmente rellenas con una combinación de carne y arroz, aunque existen otros tipos de relleno, como las lentejas, o los que se han desarrollado entre las diversas comunidades. Los corazones de alcachofa rellenos de carne son famosos como uno los grandes platos de la cocina sefardí de Jerusalén del Antiguo Yishuv. A la mitad de un calabacín relleno se le llama por su nombre Ladino, Medios; fue traído de España por los Judíos sefardíes en 1492.

### Sopas y dumplings

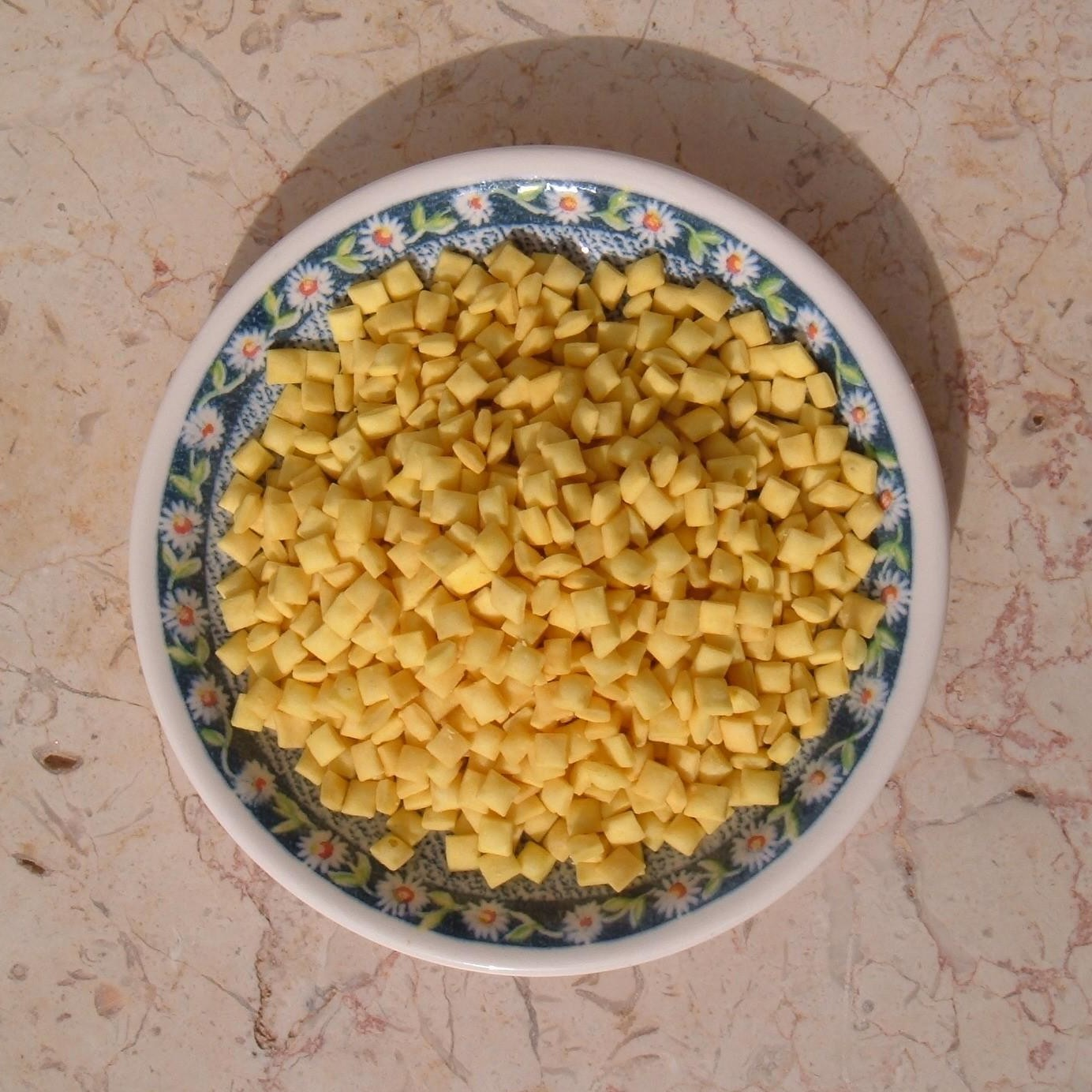
Shkedei marak

Una variedad de sopas son disfrutados, particularmente en el invierno. La sopa de pollo ha sido un pilar de la cocina judía desde la época medieval y es muy popular Israel. La sopa de pollo clásica se prepara como un caldo simple con algunas verduras, como la cebolla, la zanahoria y el apio y hierbas como el eneldo y el perejil. Versiones más elaboradas son preparados por los sefardíes con orzo o arroz, o la adición de jugo de limón o hierbas como la menta o cilantro, mientras que los asquenazí pueden llegar a añadir noodles. Una adaptación israelí de la tradicional sopa de pasta asquenazí conocido como mandlen, llamado "shkedei marak "("sopa de almendras ") en Israel, es comúnmente servida con sopa de pollo.
Especialmente en días festivos, se sirven dumplings con la sopa, como la kneidlach (bolas de matzá) de los asquenazí o gondi (albóndigas de garbanzo) de los Judíos iraníes, o kubba, una familia de albóndigas traídos a Israel por los Judíos de Oriente Medio. Son especialmente populares los kubba de bulgur rellenos de carne molida de cordero y piñones, y el kubba de sémola o arroz suave cocinado en sopa, que los Judíos de ascendencia kurda iraquí o habitualmente disfrutan a la hora del almuerzo los viernes.
La sopa de lentejas se prepara de muchas maneras, con ingredientes como el cilantro o carne. Otras sopas incluyen la harira de los judíos de Marruecos, que es una sopa picante de cordero (o pollo), los garbanzos, las lentejas y el arroz, y la sopa de médula ósea yemení conocida como ftut, que se sirve en ocasiones especiales como bodas, y está sazonada con la sal hawaij tradicional.
La sopa de frijol blanco en salsa de tomate es común en Jerusalén porque los judíos sefardíes se establecieron en la ciudad después de haber sido expulsados de Andalucía.

### Granos y pasta

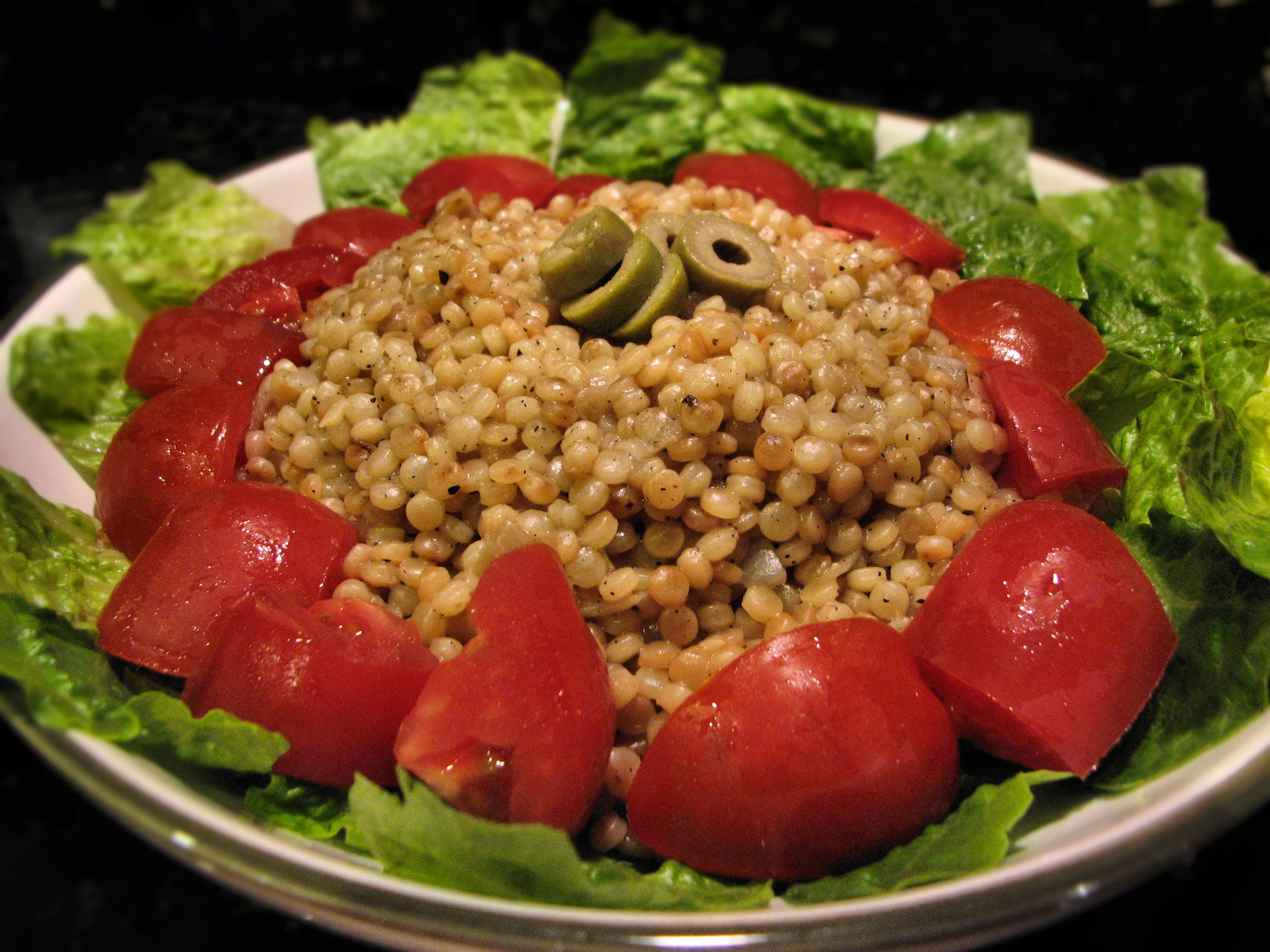
Ptitim, un tipo de pasto también conocida como el "couscous israelí"

El arroz se prepara de muchas maneras en Israel, desde arroz blanco al vapor sencillo hasta guisos festivos. También se cocina con especias y es servido con almendras y piñones. El arroz "verde", es preparado con una variedad de hierbas frescas picadas, es un favorito de los judíos persas. Otro plato de arroz se prepara con fideos finos que se fríen primero y luego hierven con el arroz. Mujadara es un plato de arroz y lentejas popular, adoptado de la cocina árabe. Orez Shu'it es un plato inventado en Jerusalén por judíos sefarditas, que está hecho de judías blancas cocidas en un caldo de tomate y servido sobre arroz blanco, se come ampliamente en la región de Jerusalén.
Cuscús fue traído a Israel por judíos desde el norte de África. Todavía se prepara en algunos restaurantes o por los cocineros tradicionales pasando semolina través de un tamiz varias veces y luego cocinándola sobre un caldo aromático en una olla de vapor especial llamado Couscoussiere. En general, el cuscús instantáneo es ampliamente utilizado para cocinar en casa. El cuscús se utiliza en ensaladas, platos principales e incluso algunos postres. Como plato principal, pollo o cordero, o verduras cocidas en un caldo condimentado con azafrán o cúrcuma se sirven sobre el cuscús al vapor.
Ptitim es una pasta de Israel que ahora viene en muchas formas, incluyendo las perlas, lazos, estrellas y corazones, pero se formó originalmente como granos de arroz, ya que se originó en los primeros días del Estado de Israel como un sustituto a base de trigo para el arroz, cuando el arroz, un alimento básico de los judíos mizrahi, era escaso. El primer ministro de Israel, David Ben-Gurion, tiene fama de haber pedido a la empresa Osem idear este sustituto, y de ahí el apodo de "el arroz de Ben-Gurion". Ptitim se puede hervir como la pasta, o preparado al estilo pilaf primero salteándolo y luego hirviéndolo en agua o caldo, o al horno en una cacerola. Al igual que otras pastas, pueden ser con saborizadas de muchas maneras con especias, hierbas y salsas. Una vez considerado principalmente un alimento para niños, ptitim ahora se preparan en los restaurantes, tanto en Israel como en el ámbito internacional.
Burgul es una especie de trigo seco partido, servido a veces en lugar de arroz.

### Pescado

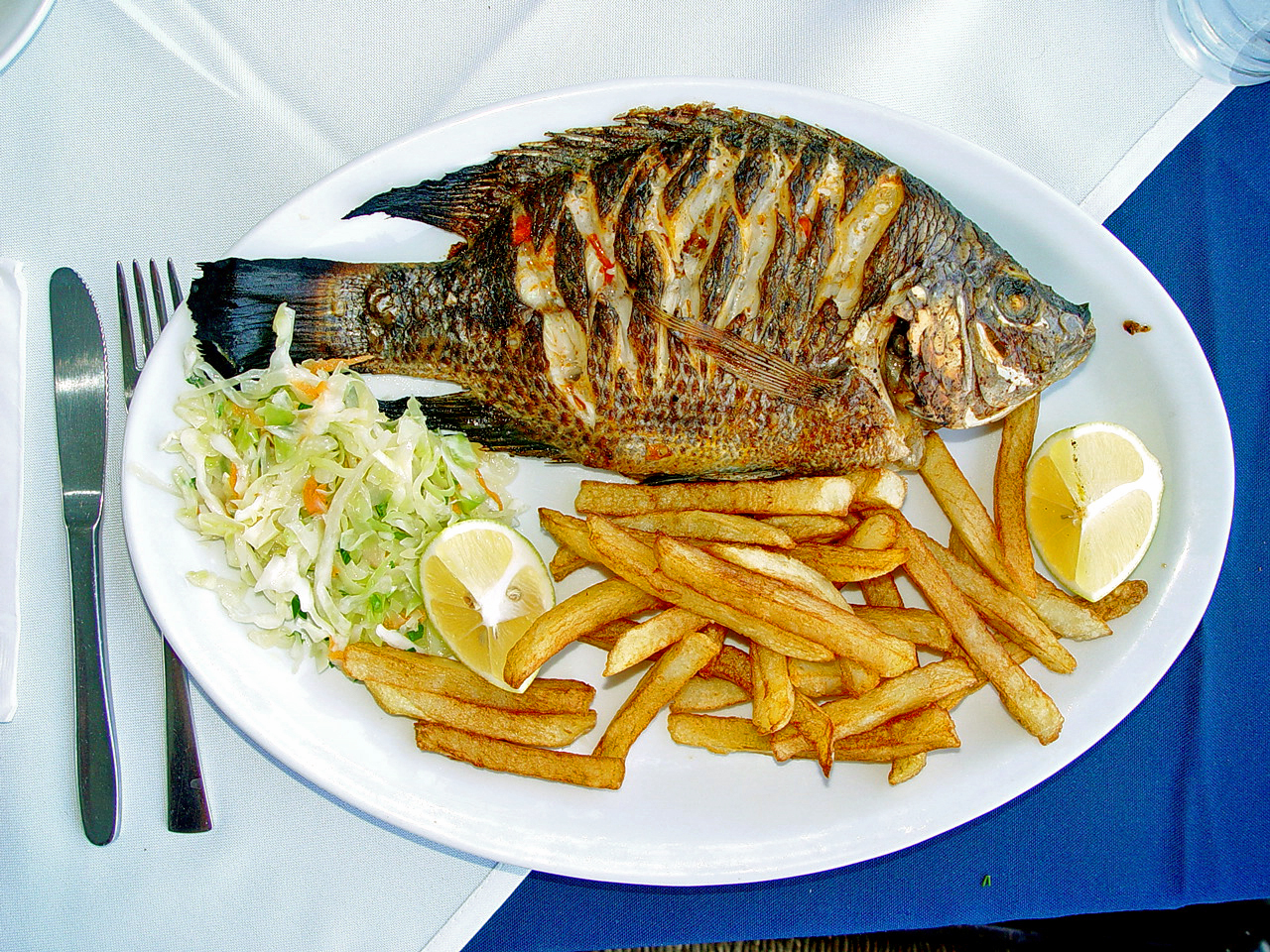
Pescado St. Peter's (tilapia) en un restaurante en Tiberias, Israel.

El pescado fresco está fácilmente disponible, capturado en las zonas costeras de Israel del Mediterráneo y el Mar Rojo, o en el mar de Galilea, o criados en estanques en la estela de los avances en el cultivo de peces en Israel. El pescado fresco se sirve entero, en el estilo mediterráneo, a la plancha o frito, aderezado sólo con jugo de limón recién exprimido. Trucha (llamada forel), dorada (llamada Denisse), pez de San Pedro (conocido como 'musht') y otros pescados frescos se preparan de esta manera. El pescado también se comen al horno, con o sin verduras, o frito o en rodajas, o la parrilla sobre las brasas, y se sirve con salsas diferentes.
El pescado también se come estofado en un plato llamado hraime, en pescados como el mero (más conocido en Israel por su nombre árabe lokus) o halibut se preparan en una salsa con chile picante y otras especias para Rosh Hashaná, Pésaj, y el Sabbat de los judíos del norte de África. Versiones para todos los días se preparan con clases más baratas de pescado y se sirven en restaurantes, cocinas públicas y en el hogar para las comidas entre semana.
El pescado, tradicionalmente la carpa, pero ahora otros pescados blancos firmes también, se pican y se hacen barras o bolas y cocinan en caldo de pescado, como el pescado relleno de los judíos asquenazíes, que también trajeron arenque en escabeche de Europa del Este. El arenque se sirve a menudo en el Kidush que sigue a los servicios de la sinagoga en Sabbat, especialmente en las comunidades de asquenazíes. En la comunidad inmigrante rusa que se puede servir como una comida ligera con patatas cocidas, crema agria, panes oscuros y aguardiente o vodka.
Kofta de pescado generalmente se fríe con especias, hierbas y cebollas (a veces también piñones) y se sirve con pasta de sésamo o salsa de yogur. Kofta de pescado hervido es cocinado en una salsa de tomate, pasta de sésamo o yogur.
Tilapia al horno con salsa de tahini, aderezada con aceite de oliva, cilantro, menta, albahaca y piñones (y a veces también con cebolla frita) es una especialidad de Tiberia.

### Aves y pollo

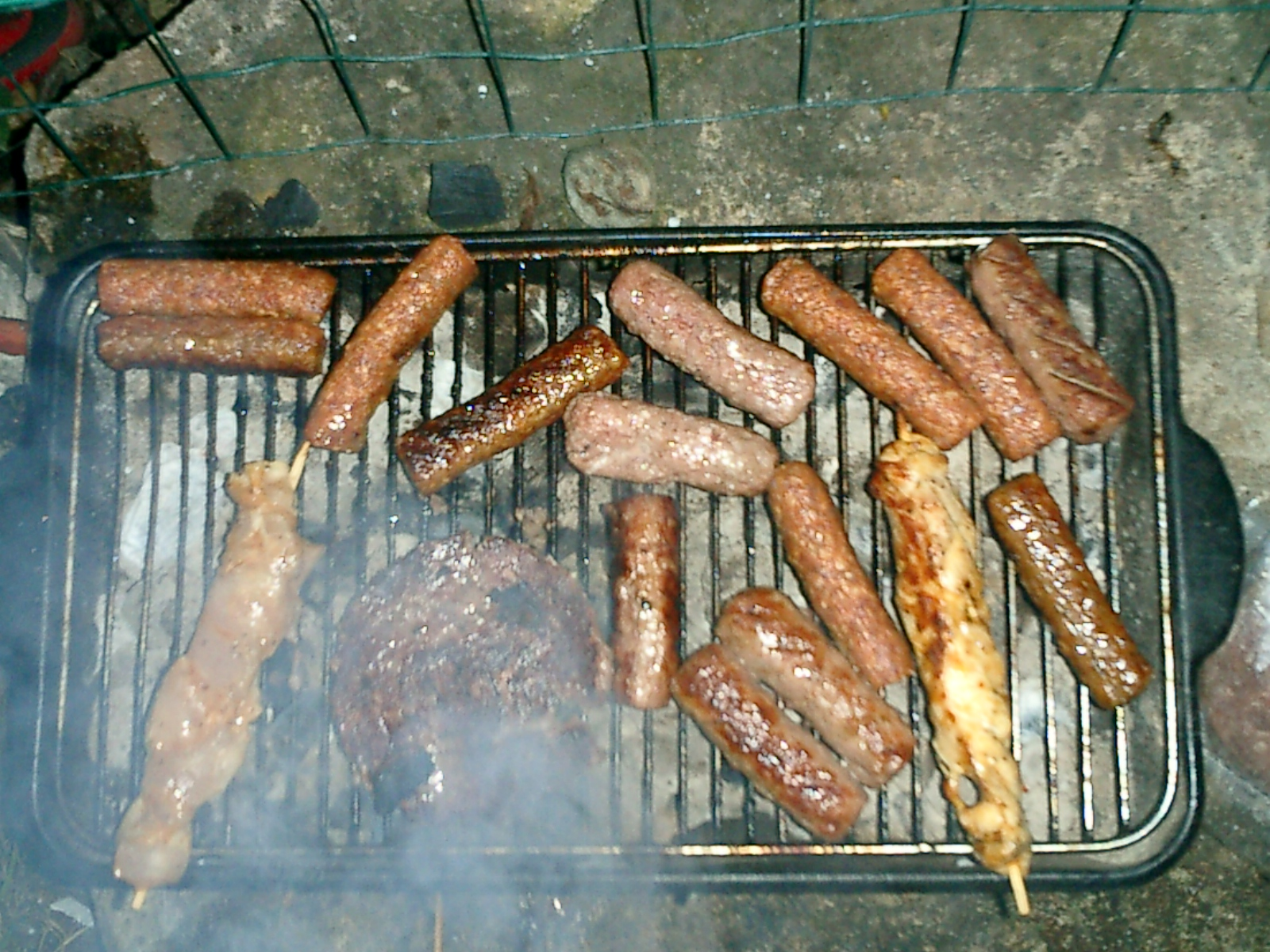
Mangal estilo israelí

El pollo es la carne más consumida en Israel, seguido por el pavo. El pollo se prepara en una multitud de formas, desde simples pollo asado cocido en el horno para elaborar guisos con salsas ricas, como la fecha de dátiles, salsa de tomate, etc. Los ejemplos incluyen cazuela de pollo con cuscús, inspirado en la cocina judía marroquí, pollo con aceitunas, un clásico del Mediterráneo, y albóndigas de pollo (bolas de carne) en salsa de tomate, de la cocina sefardí de Jerusalén. Las albóndigas también se preparan a partir de carne picada, similar a las albóndigas es el popular kufta que se hace de carne picada, hierbas y especias y es cocinado con salsa de tomate, jarabe de dátiles, jarabe de granada o jarabe de tamarindo con verduras o frijoles.
Carne a la parrilla y en salsa barbacoa son comunes en la cocina israelí. El país cuenta con muchos pequeños restaurantes especializados en carne de kebab de cordero, shish taouk, merguez y pinchito. Barbacoa al aire libre, conocido como mangal o al ha-esh (en el fuego) es un pasatiempo israelí amado. En los tiempos modernos, el día de la independencia de Israel se celebra con frecuencia con un pícnic o una barbacoa en parques y bosques en todo el país. Brocheta de hígado de ganso es un plato del sur de Tel Aviv. Está a la parrilla con sal y pimienta negro y, a veces, con especias como el comino o la mezcla de especias baharat.

Pollo o cordero al horno es muy común con patatas y cebollas fritas también a veces.

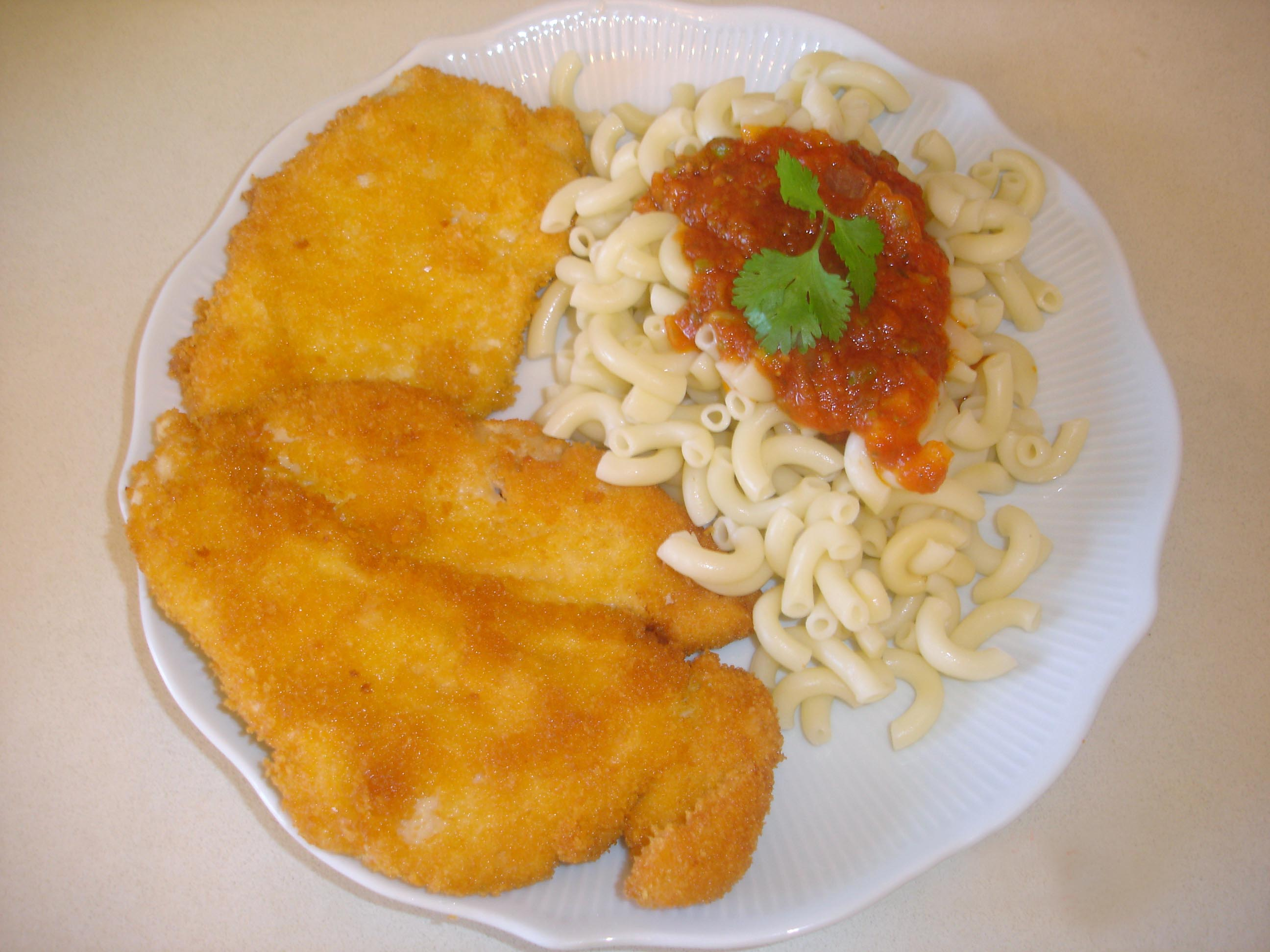
Milanesas pavo servido con pasta

El Schinitzel de Turquía es una adaptación israelí del schnitzel de ternera, y es un ejemplo de las transformaciones comunes en la cocina israelí. El schnitzel fue traído a Israel por Judíos de Europa Central, pero antes y durante los primeros años del Estado de Israel la ternera era inalcanzable y el pollo o pavo era un sustituto barato y sabroso. Por otra parte, un Wiener Schnitzel se cocina tanto en mantequilla y aceite, pero en Israel sólo se utiliza el aceite, debido al kashrut. Hoy en día, la mayoría de los cocineros compran milanesas ya empanizadas y las sirven con hummus, tahina, y otras ensaladas para una comida principal rápida. Otros grupos de inmigrantes han añadido las variaciones de sus propios fondos; Judíos de Yemen, por ejemplo, lo sazonan con hawaij. Además, las versiones vegetarianas se han hecho populares y la compañía de comida israelí, Tiv'ol, fue el primero en producir un schnitzel vegetariano de un sustituto de carne de soja.
Varios tipos de salchichas son parte de la cocina sefardí y Mizrahi en Israel. Judíos de Túnez cocinan una salchicha, llamado osban, con un relleno de carne molida o hígado, arroz, espinacas picadas, y una mezcla de hierbas y especias. Judíos de Siria hacen salchichas pequeñas, llamada gheh, con una mezcla de especias diferentes mientras que los Judíos de Irak hacen las salchichas, llamadas mumbar, con la carne picada e hígado, arroz, y su mezcla tradicional de especias.
Musaca es un plato de carne picada al horno y berenjena que, a diferencia de sus rivales levantinos, se sirve caliente.
Guisos de carne (pollo, cordero y ternera) se cocinan con especias, hierbas como el perejil, la menta y el orégano, cebolla, salsa de tomate o pasta de sésamo o jugos como melaza de granada, jugo de granada, el vino de granada, uva de vino, arak, melaza de dátiles y tamarindo. A veces también se añaden los guisantes, garbanzos, judías blancas, caupí o judías verdes.
El pollo relleno en Israel generalmente se rellena con arroz, carne (cordero o ternera), perejil, frutas secas como dátiles, albaricoques o pasas, especias como la canela, la nuez moscada o pimienta de Jamaica; a veces las hierbas como el tomillo y el orégano (no los secos) se añaden en la parte superior del pollo para darle un sabor y luego se cuece en el horno.

### Productos lácteos

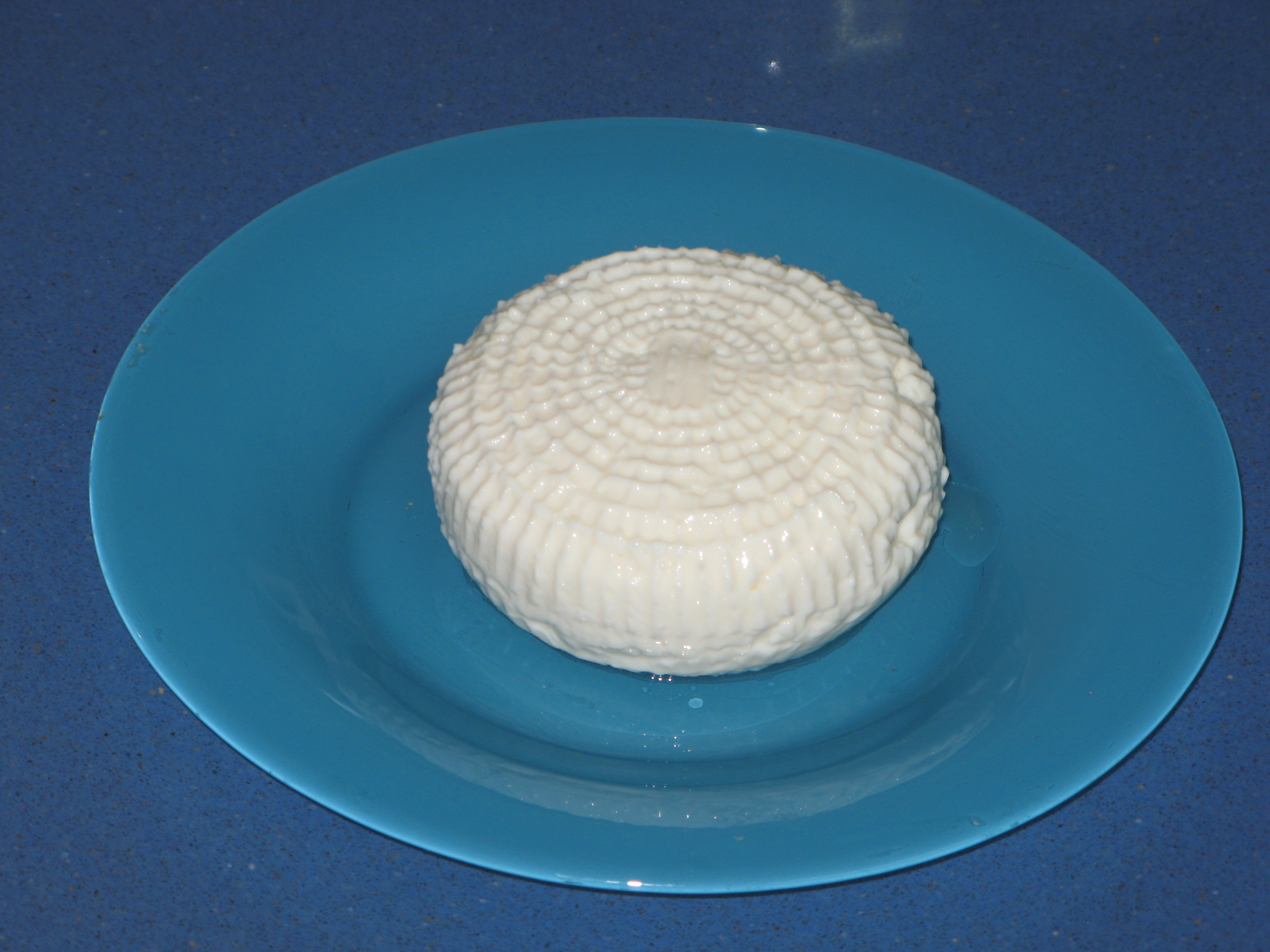
Queso Tzfat

Muchos productos lácteos frescos de alta calidad están disponibles, como el queso cottage, quesos blancos, yogures incluyendo leben y Eshel, quesos amarillos, y los quesos de sal en salmuera típicos de la región mediterránea.
La producción de los diferentes derivados de la leche ha sido un sector importante de la agricultura israelí desde la fundación del Estado, y el rendimiento de las vacas lecheras locales se encuentra entre las más altas del mundo. Inicialmente, el moshav (cooperativas agrícolas) y kibutz producían queso blanco suave principalmente porque era barato y nutritivo. Se convirtió en un importante alimento básico en los años de austeridad y ganó una popularidad que goza hasta hoy.
Queso blanco suave, gvina levana, se refiere a menudo por su contenido de grasa, como el 5% o 9%. Se come sólo, o mezclado con frutas o verduras, se extiende en el pan o las galletas y se utiliza en una variedad de tartas y pasteles.
Labneh es un queso blanco a base de yogur común en los Balcanes y el Medio Oriente. Se vende sin formato, con za'atar, o en aceite de oliva. A menudo se come para el desayuno con otros quesos y pan. En el norte del país, bolas Labneh conservadas en aceite de oliva son más comunes que en el centro y las regiones del sur. La adición de especias como za'atar, orégano seco o zumaque y hierbas como el tomillo, la menta o cebolletas es común cuando se conservan de las bolas Labneh en aceite. Es especialmente común comerlos durante el desayuno porque la carne por lo general no se come por la mañana.
Queso Tzfat, un queso blanco en salmuera, similar al feta, fue producido por primera vez por la lechería Méiri en Safed en 1837 y todavía se produce por los descendientes de los fabricantes del queso originales. La lechería Méiri también se hizo famosa por su producción de queso brinza al estilo de los Balcanes, que se hizo conocido como el queso búlgaro debido a su popularidad en la década de 1950 entre los inmigrantes judíos de Bulgaria. Otras industrias lácteas ahora también producen muchas variedades de estos quesos. El yogur búlgaro, llevado a Israel por los judíos búlgaros sobrevivientes del Holocausto, se utiliza para hacer una sopa tradicional de yogur y pepino.
A principios de la década de 1980, las pequeñas lecherías privadas comenzaron a producir los quesos artesanales de cabra y de oveja, así como la leche de vaca, similares a los quesos tradicionales, como los hechos en zonas rurales de Francia, España e Italia. Muchos están hechos con leche orgánica. Estos ahora se producen también por kibutz y la lechería nacional Tnuva.

### Platillos con huevo

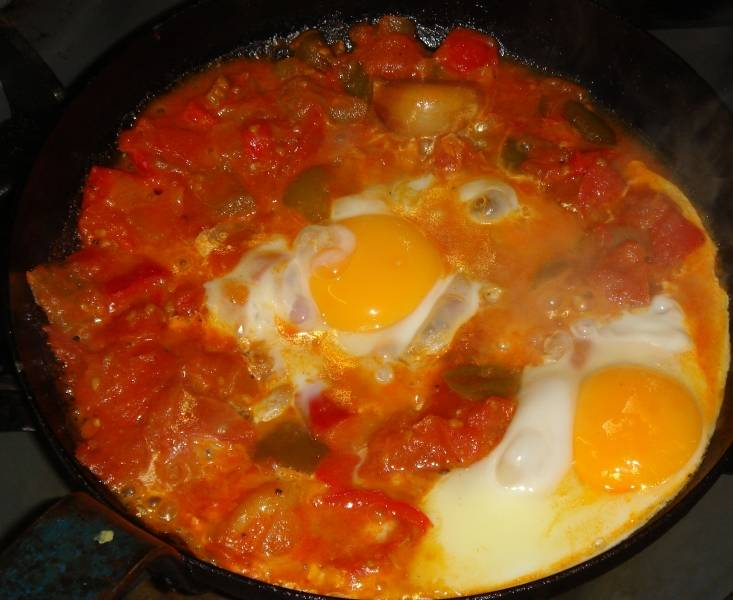
Shakshuka servido en una sartén

Shakshuka, un plato de huevos escalfados en una salsa de tomate picante, es un favorito nacional, especialmente en el invierno. Tradicionalmente se sirve en una sartén de hierro fundido con pan que remojar en la salsa. Algunas variaciones del plato se cocinan con el uso liberal de ingredientes como la berenjena, ají, pimentón picante, espinacas o queso feta.
Los omelettes son sazonados con cebolla, hierbas como semillas de eneldo (Shamir), espinaca, perejil, menta, cilantro y malva con especias como la cúrcuma, el comino, el zumaque, la canela y el clavo de olor y con queso como el queso Feta o Safed.

### Fruta
Israel es uno de los productores y exportadores de cítricos frescos líder del mundo, y más de cuarenta tipos de fruta se cultiva en Israel, incluyendo frutas cítricas como las naranjas, toronjas, mandarinas y el pomelit, un híbrido de una toronja y un pomelo, desarrollado en Israel. Las frutas cultivadas en Israel incluyen aguacates, plátanos, manzanas, cerezas, ciruelas, lichis, nectarinas, uvas, dátiles, fresas, pera espinosa (tzabbar), caqui, níspero (Shesek) y granadas, y son comido de forma regular: los israelíes consumen un promedio de casi 160 kilogramos (352,739616 lb) de fruta por persona al año.
Muchas variedades únicas de mango son nativos del país, la mayoría desarrollados durante la segunda mitad del siglo XX. Nuevas y mejoradas variedades de mango todavía se introducen a los mercados cada pocos años. Podría decirse que la variedad más popular es el tipo Maya, que es de pequeño a mediano tamaño, fragante, colorido (con 3-4 colores) y por lo general sin fibras. La temporada de mango israelí comienza en mayo, y lo último de los frutos madura cuando octubre se acerca. Las diferentes variedades están presentes en los mercados en los diferentes meses, con el tipo Maya visto entre julio y septiembre. Los mangos se utilizan frecuentemente en platos de fusión y para la fabricación de sorbete.
Una gran cantidad de los israelíes siembran árboles frutales en sus patios, los cítricos (sobre todo de naranja y limón) es lo más común;l os mangos son también muy populares. Moreras se ven con frecuencia en los jardines públicos, y su fruto es popularmente servido junto a varios postres y como jugo.
Las frutas se sirven como aperitivo o postre junto a otros artículos o por sí mismas. Jugos de frutas recién exprimido, se preparan en los quioscos de la calle, y se venden embotellados en los supermercados. Varias frutas se agregan al pollo o platos de carne y ensalada de fruta fresca y compota a menudo se sirven al final de la comida.

### Platillos horneados, galletas, pasteles, bourekas
Hay una fuerte tradición de repostería casera en Israel que surge de los años en que había muy pocas panaderías para satisfacer la demanda. Muchos panaderos profesionales llegaron a Israel de Europa Central y fundaron tiendas y panaderías, pastelerías locales, a menudo llamados Konditoria, dando forma a los gustos y preferencias locales. Ahora hay un estilo local con una amplia selección de tartas y pasteles que incluye influencias de otras cocinas y combina ingredientes tradicionales europeos con ingredientes mediterráneos y de Oriente Medio, como halva, masa de hojaldre, dátiles, y agua de rosas. 

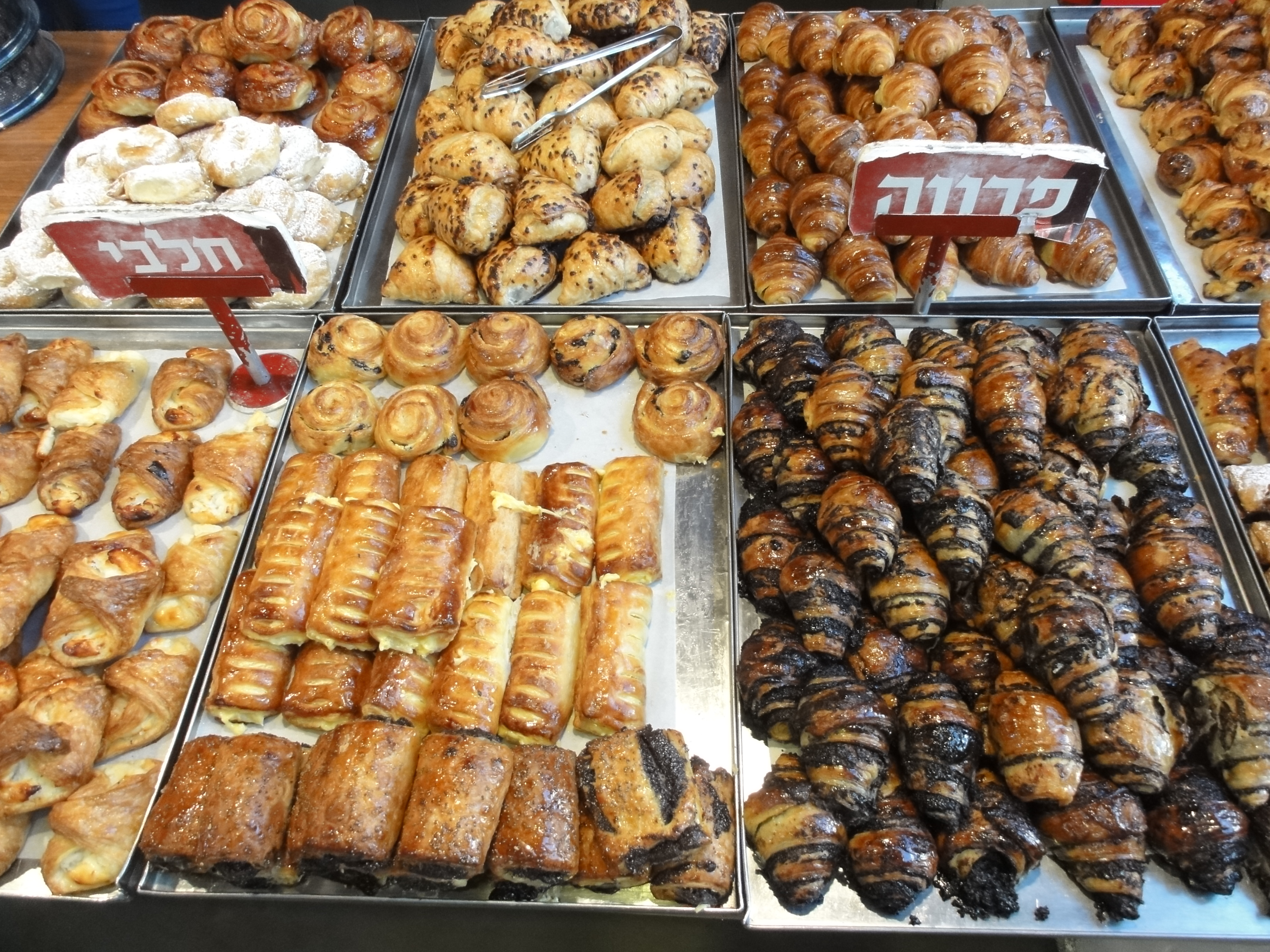
Postres típicos de Israel, bourekas

Los ejemplos incluyen pasteles de sémola con sabor a cítricos, humedecidos con almíbar y son llamados Basbousa, tishpishti o Revani en las panaderías sefardíes. El babka Ashkenazi se ha adaptado para incluir halva o crema de chocolate, además de la antigua canela. También hay muchas variedades de pastel de manzana. Galletas hechas con dátiles triturados (ma'amoul) se sirven con el café o el té, como en todo el Medio Oriente.
El kugel de Jerusalén (Yerushalmi Kugel) es una versión israelí del budín de fideos tradicional, hecho con azúcar caramelizada y aderezado con pimienta negro. En su origen fue una especialidad de los Judíos Ashkenazi del Antiguo Yishuv. Es típicamente horneado en un horno a muy baja temperatura durante la noche y se come después de los servicios de la sinagoga en sábado por la mañana.
Bourekas son sabrosos dulces traídos a Israel por los Judíos de Turquía, los Balcanes y Salónica. Están hechas de una pasta escamosa en una variedad de formas, con frecuencia cubierto con semillas de sésamo, y están llenos de carne, garbanzos, queso, espinacas, patatas o champiñones. Las bourekas se venden en quioscos, supermercados y cafeterías, y se sirven en funciones y celebraciones, además de ser preparado por los cocineros del hogar. Se sirven a menudo como una comida ligera con huevos duros picados y ensalada de verduras.
Judíos Ashkenazi de Viena y Budapest trajeron pastelería sofisticada y las volvieron tradiciones de Israel. Torta Sacher y Linzer Torte se venden en las panaderías profesionales, pero el pastel de queso y strudel también se preparan en el país.
Donas de jalea (sufganiyot), tradicionalmente rellenas de mermelada roja, pero también de natillas o dulce de leche, se comen como Hanukkah golosinas.
Galletas Tahini son un galletas de origen israelí hechas de pasta de sésamo, harina, mantequilla y azúcar y por lo general cubierto con piñones.

### Pan y sándwiches

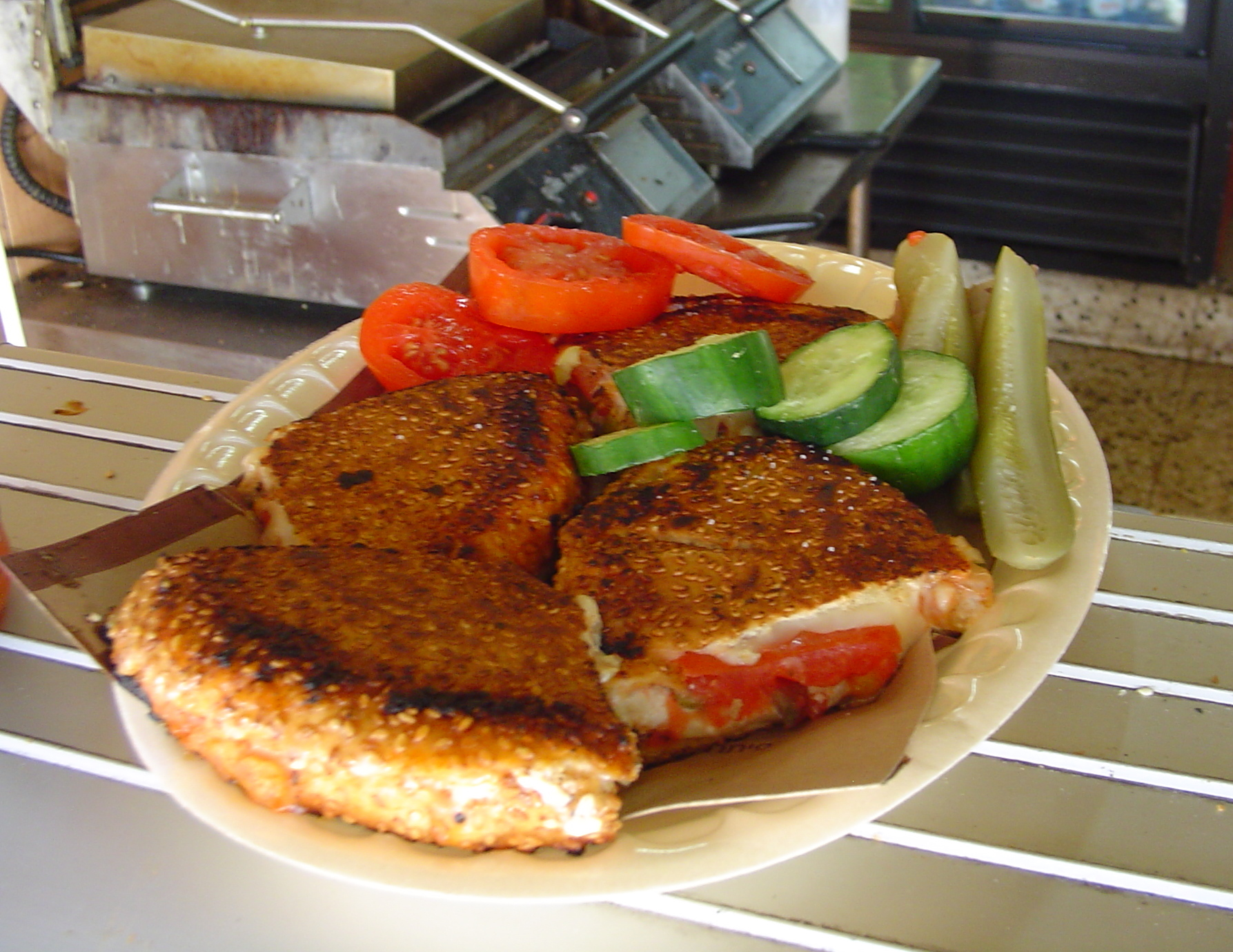
Bagel tostado

En las comunidades judías del viejo Yishuv, el pan se cocía en casa. Panaderías comerciales pequeñas se establecieron a mediados del siglo diecinueve. Uno de los primeros, Panadería de Berman, se estableció en 1875 y evolucionó de una industria artesanal de hacer pan casero y pasteles para los peregrinos cristianos.
Panaderos expertos que llegaron entre los inmigrantes procedentes de Europa Central y Oriental en la década de 1920 y 30 introdujeron panes de masa fermentada hecha a mano. Desde la década de 1950, el pan producido en masa reemplazó estos panes y panes subsidiados por el gobierno conocidos como Ahid Lehem se convirtieron en su mayoría disponibles hasta la década de 1980, cuando las panaderías especializadas nuevamente comenzaron a producir ricos panes de masa fermentada en la tradición europea, y panes en un estilo mediterráneo con acentos tales como aceitunas, queso, hierbas o tomates secados al sol. Una gran variedad de panes ya está disponible en las panaderías y cafeterías.
Pan jalá es ampliamente comprado o preparado para el Shabat. Jalá es típicamente un pan de huevo enriquecido, a menudo trenzado en la tradición Ashkenazi, o redondo para Rosh Hashaná, el año nuevo judío.

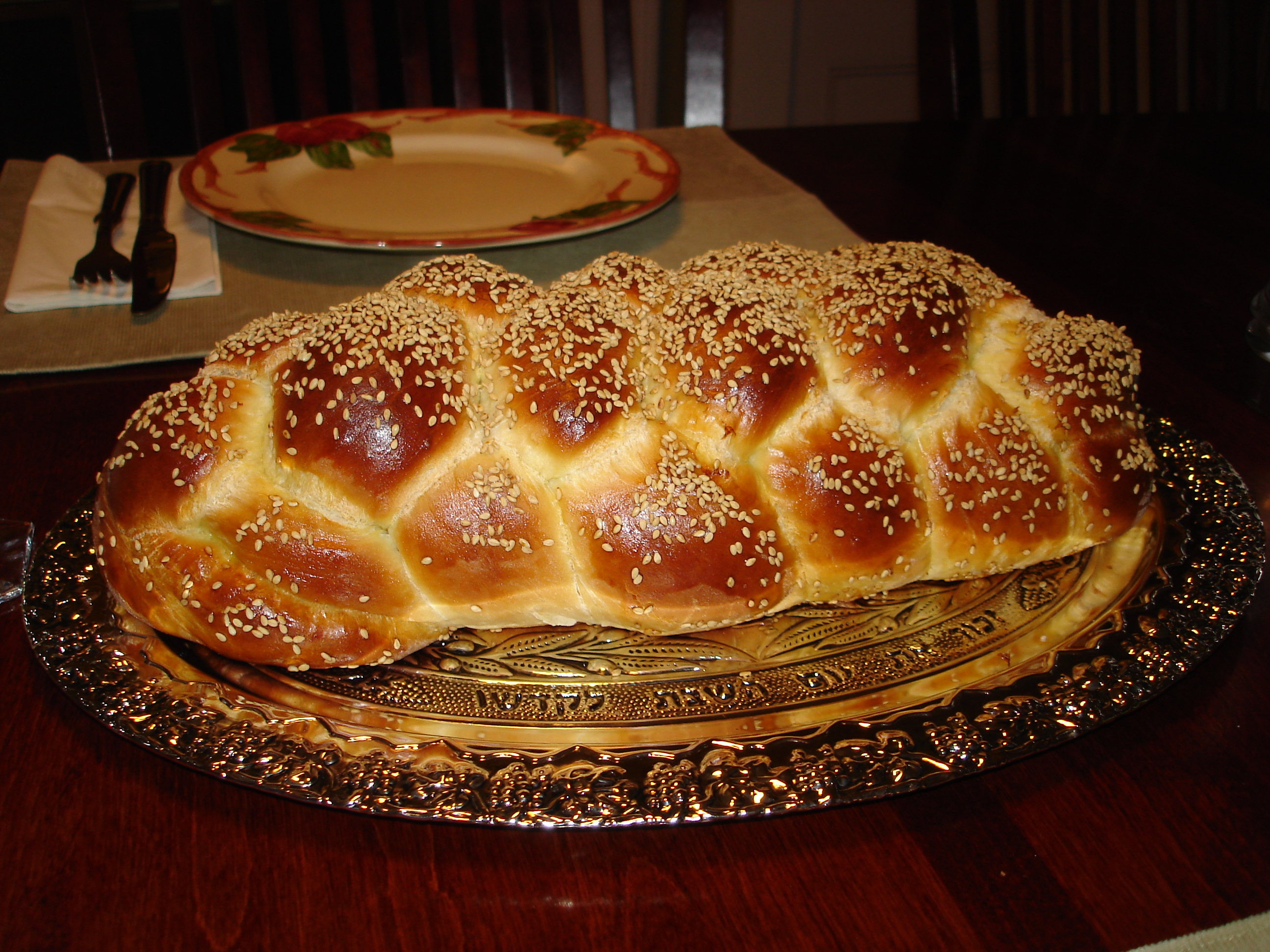
Jalá trenzado

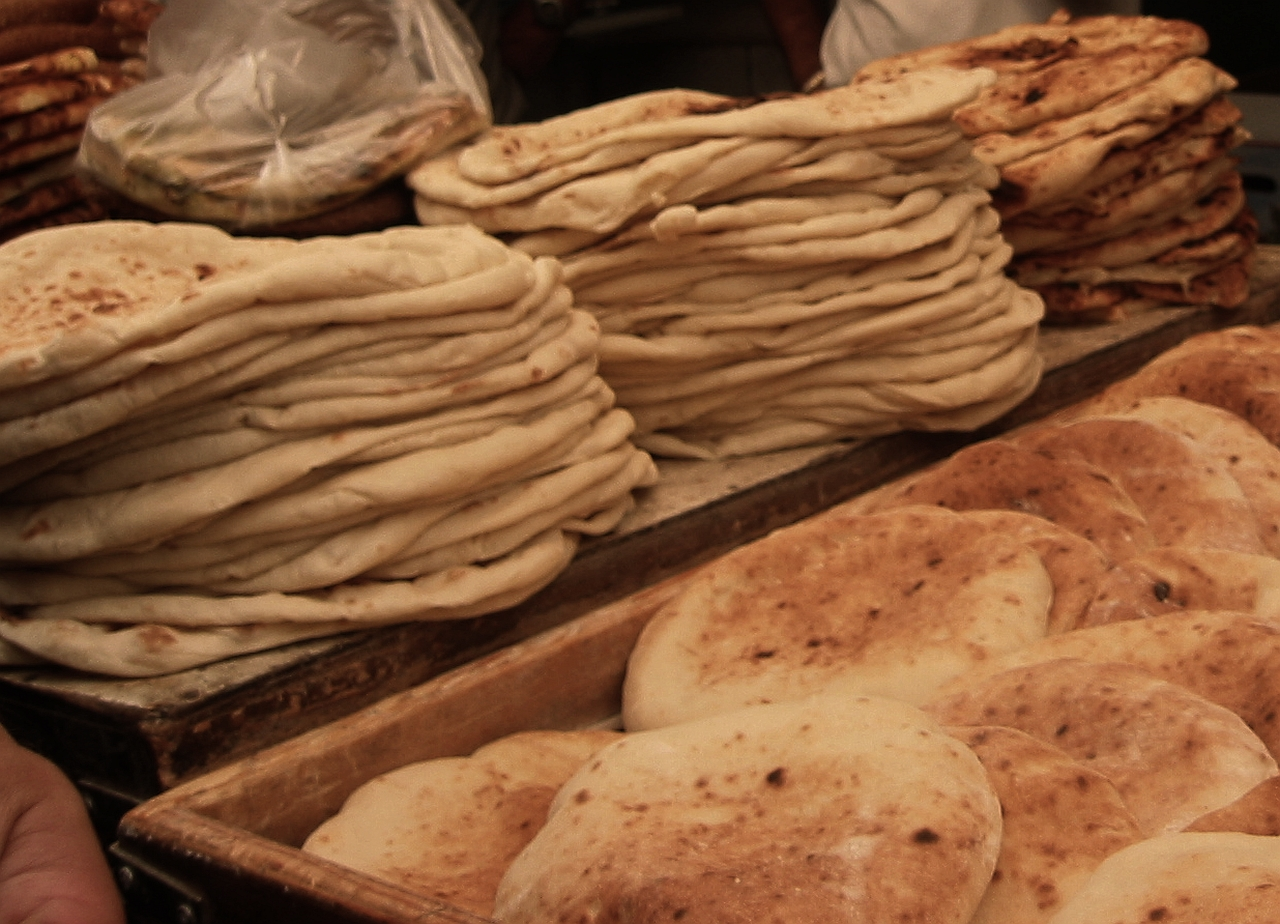
Pan pita en el mercado

Los panes de Shabat y fiestas de los Judíos de Yemen se han hecho populares en Israel y se pueden comprar congelados en los supermercados. Jachnun es una capa muy fina masa que se enrolla, bañada en aceite o grasa y se cuece durante la noche a fuego muy lento. Tradicionalmente se sirve con una salsa de tomate picado o rallado, huevos duros y skhug. Malawach es un círculo delgado de masa tostado en una sartén. Kubaneh es una masa de levadura horneado durante la noche y que tradicionalmente se come en el sábado por la mañana. Lahoh es un pan-panqueque esponjoso hecho de harina fermentada y agua, y se fríe en una sartén. Judíos de Etiopía hacen un pan similar llamado injera de harina de mijo.
Bagel tostadas
Pan de pita es un pan plano de doble capa tradicional en muchas cocinas del Medio Oriente y del Mediterráneo. Se cuece sin ningún condimento, o con un toque de sésamo o semillas de nigella o za'atar. El pita se utiliza en múltiples formas, como relleno de falafel, ensaladas o carnes como un aperitivo o una comida de comida rápida; lleno de schnitzel, ensalada y papas fritas para el almuerzo; lleno de crema de chocolate como un aperitivo para los niños; o roto en pedazos para comer con hummus, berenjena y otras salsas. Un lafa es un pan más grande y suave que se enrolla con un falafel o relleno de shawarma llenado. Varios grupos étnicos siguen horneando panes blancos tradicionales. Judíos de la ex república soviética de Georgia hacen el pan blanco, lavash.

### Confitería, dulces y bocadillos

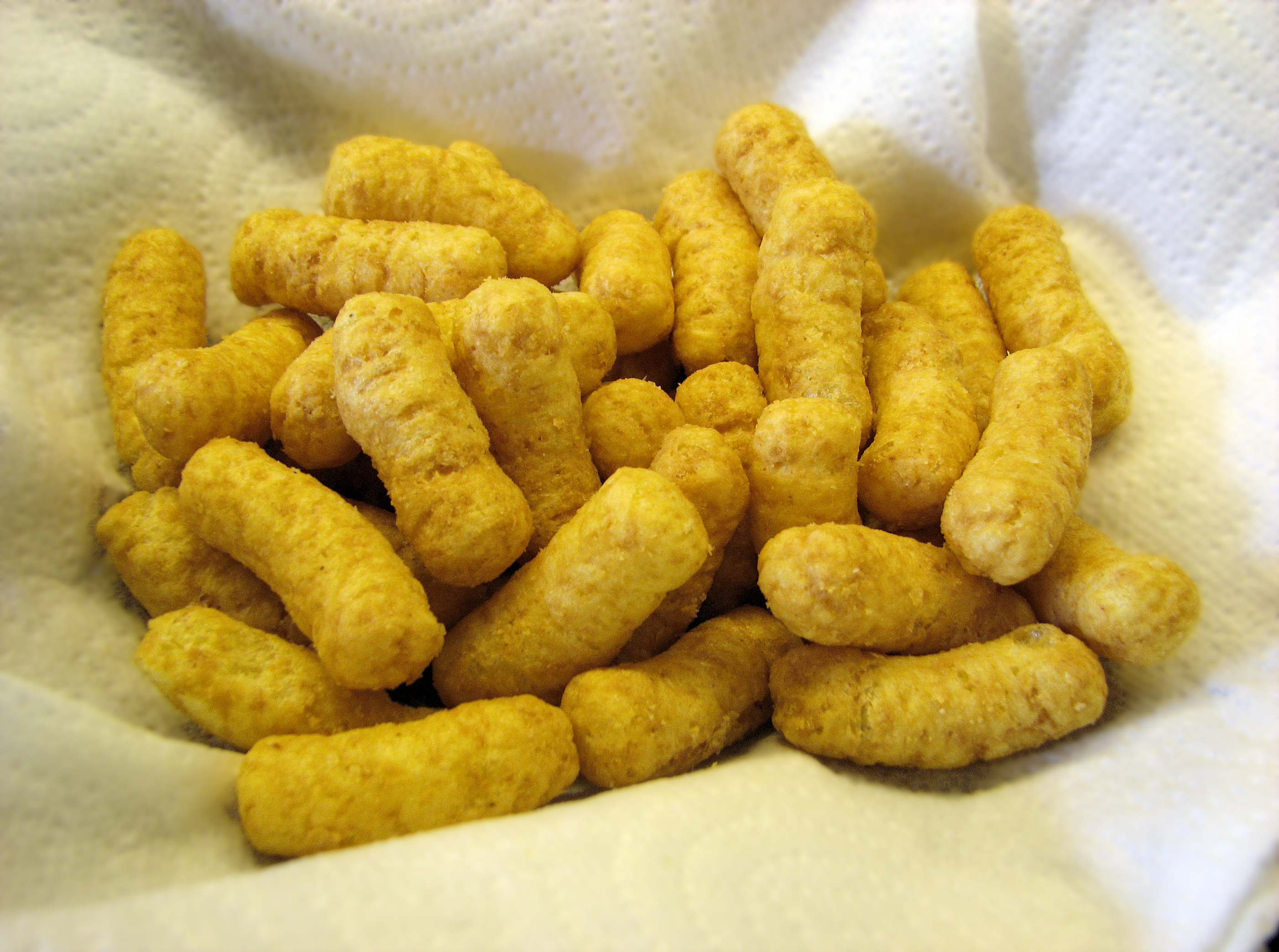
Bamba

Baklava es una pasta filo rellena de nuez y endulzada con jarabe, se sirve en celebraciones en las comunidades judías que se originaron en el Medio Oriente. Es también a menudo servida en los restaurantes como postre, junto con pequeñas tazas de café turco.
Kadaif es una pasta hecha de largos y delgados fideos rellenos con nueces o pistachos y endulzados con jarabe; que se sirve junto baklava.
Halva es un dulce, hecho de tehina y azúcar, y es muy popular en Israel. Se utiliza para hacer postres originales como halva parfait.
Ma'amoul son pequeños pasteles de rellenos de dátiles, pistachos o nueces (o de vez en cuando almendras, higos, u otros rellenos).
Hamantash es una masa de levadura dulce lleno de nueces trituradas, pasas, albaricoques secos, dátiles, halva o mermelada de fresa horneados. Es una especialidad de Purim. La forma triangular puede haber sido influenciado por viejas ilustraciones de Amán, en la que llevaba un sombrero de tres picos
Semillas de girasol, llamadas garinim (literalmente, semillas), se consumen en todas partes, en las salidas, en los estadios y en casa. Por lo general se compran sin cáscara y se abren con los dientes. Se pueden comprar recién tostadas en las tiendas y puestos de mercado que se especializan en los frutos secos y semillas, así como envasados en los supermercados, junto con la calabaza también muy querida y semillas de sandía, pistachos, cacahuetes y recubiertos de azúcar.
Bamba es un suave aperitivo de maní que es uno de los favoritos de los niños, y Bissli es un bocadillo crujiente hecho de pasta seca frita, que se vende en varios sabores, incluyendo BBQ, pizza, falafel y cebolla.
Malabi es un flan cremoso procedente de Turquía preparado con leche o leche de almendras (para una versión kosher) y maicena. Se vende como un alimento en la calle o puestos, en vasos desechables con jarabe espeso dulce y varias coberturas crujientes como pistachos o de coco picado. Su popularidad se ha hecho que en los supermercados se vendan en paquetes de plástico y que los restaurantes ofrezcan versiones más caras y más sofisticados que utilizan varios ingredientes y aderezos como las bayas y frutas. Sahlab es un postre similar hecho a partir de los tubérculos en polvo de orquídeas y leche.
Sandía con queso feta es un postre popular, a veces la menta se agrega a la ensalada.
Krembo es un dulce de malvavisco cubierto de chocolate se vende sólo en el invierno, y es una alternativa muy popular a los helados. Viene envuelto en papel de aluminio de colores, y consiste en una base de galleta redonda cubierta con una cucharada de crema de malvavisco cubierto de chocolate.

### Salsas y condimentos

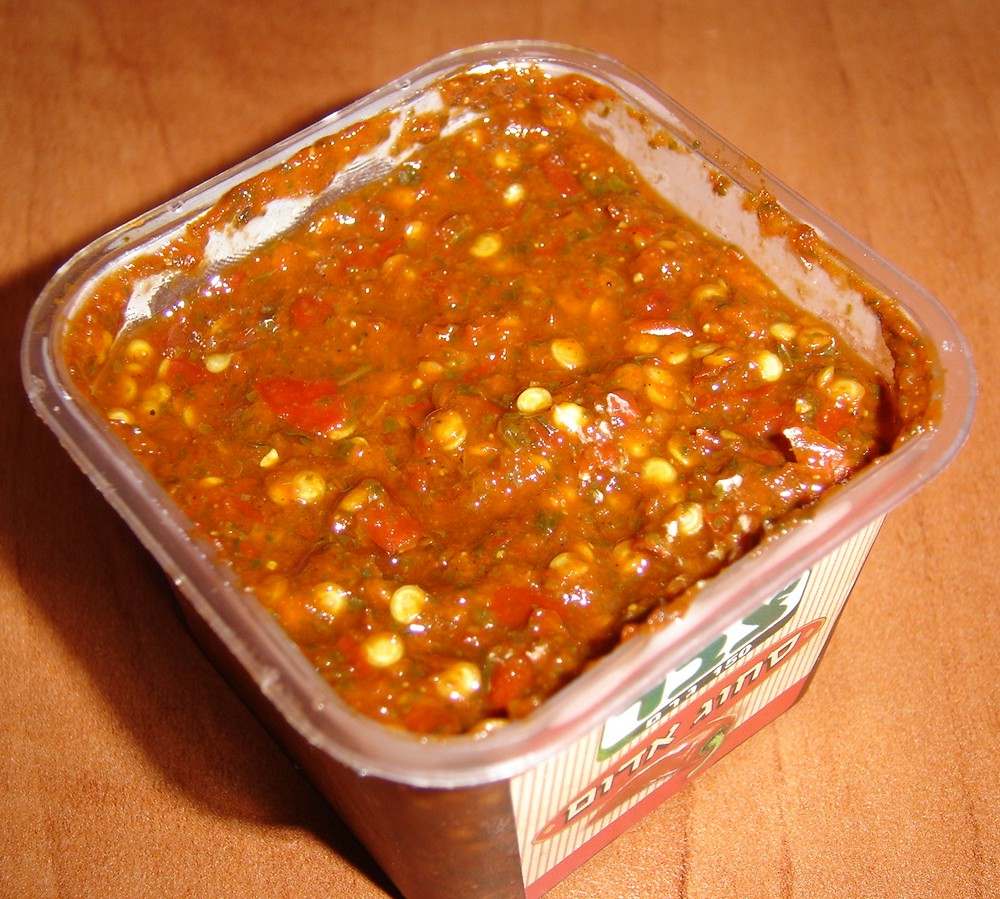
Skhug comercial

Salsas picantes a base de chile son prominentes en los alimentos de Israel, y se basan en los chiles verdes o rojos. Se sirven con aperitivos, felafel, guisos y carnes a las brasas, y se mezclan con hummus y tahina. Aunque se originaron principalmente de inmigrantes del norte de África y Yemen, estas salsas picantes son ampliamente consumidos ahora.
Skhug es una picante salsa de chile llevado a Israel por los Judíos de Yemen, y se ha convertido en uno de los condimentos más populares de Israel. Se agrega a falafel y hummus y también se extiende sobre el pescado, y queso blanco, huevos, salami o sándwiches de aguacate.
Otras salsas picantes a base de chiles y ajo son la harissa tunecina y el filfel chuma de la comunidad judía de Libia en Israel.

Amba es una salsa de mango encurtido, introducido por los Judíos iraquíes, y de uso común como condimento con shawarma, kebabs, Yerushalmi Meorav y falafel y ensaldas de vegetales ensaladas. 

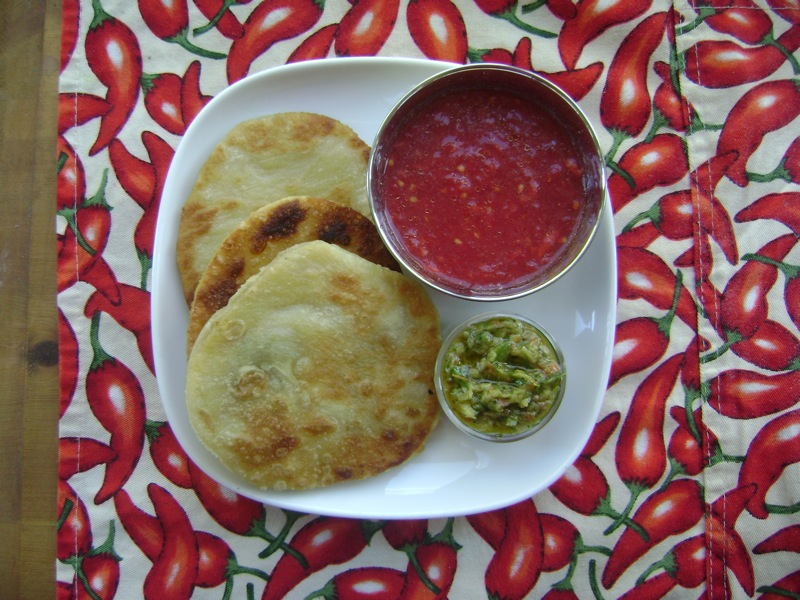
Malawach

### Bebidas

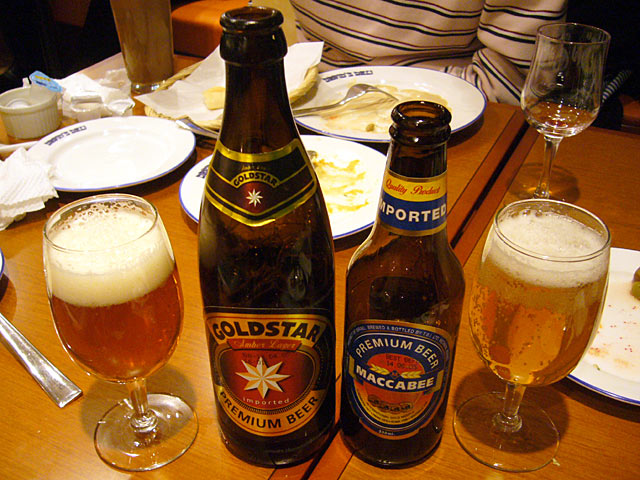
Cerveza israelí

Existe una fuerte cultura de tomar café en Israel. El café se prepara como instantáneo (nes), helado, latte (hafuḥ), espresso al estilo italiano o café turco, que a veces es aromatizado con cardamomo (hel). Escritores judíos, artistas y músicos procedentes de Alemania y Austria, que inmigraron a Israel antes de la Segunda Guerra Mundial introdujeron el modelo de las cafeterías proveniente de Viena con su decoración tradicional, ambiente relajado, café y pastas.
Las cafeterías se encuentran por doquier en las zonas urbanas y sirven como lugares de encuentro para socializar y hacer negocios. Casi todas sirven productos horneados y sándwiches y muchos también sirven comidas ligeras. Hay tanto cafeterías locales como de cadenas (franquicias). La mayoría tienen asientos al aire libre para aprovechar el clima mediterráneo de Israel. Tel Aviv es particularmente conocido por su cultura del café.
El té también es una bebida ampliamente consumida y se sirve en los cafés y se toma en casa. El té se prepara de muchas maneras, desde té negro con azúcar estilo turco, a tomar el té con limón o leche, y, disponible como una opción común en la mayoría de los establecimientos, al estilo del medio oriente con menta (nana). El té con agua de rosa también es común.
Limonana, un tipo de limonada hecha de limones recién exprimidos y menta, fue inventado en Israel a principios de 1990 y se ha convertido en un elemento básico del verano en todo el Medio Oriente.
La Rimonana es similar a la Limonana, hecha de jugo de granada y menta.
La cerveza de malta, conocida como la cerveza negra (בִירָה שְחוֹרָה, bira shḥora), es una bebida sin alcohol producida en Israel desde los tiempos pre-estatales. Goldstar y Maccabi son cervezas israelíes. Recientemente, algunas pequeñas fábricas de cerveza comenzaron a proveer nuevas marcas de cerveza, como Dancing Camel, Negev, y Can'an.
Arak, es una bebida alcohólica producida en el Levante mediterráneo (~ 40-63% Alc. Vol. / ~ 80-126 prueba) de la familia de las bebidas anís, común en Israel y en todo el Oriente Medio. Es una bebida alcohólica destilada, transparente, incolora, sin azúcar con sabor a anís (también etiquetada como aperitivo). Se sirve a menudo solo o mezclado con hielo y agua, lo que genera una reacción cambiando el color del licor a un blanco lechoso. A veces también se mezcla con jugo de toronja para crear un cóctel conocido como 'Arak eshkoliyyot', literalmente 'Arak de toronja'.
Otros destilados, brandies y licores se pueden encontrar en todo el país en muchos pueblos y ciudades.

### Vinos

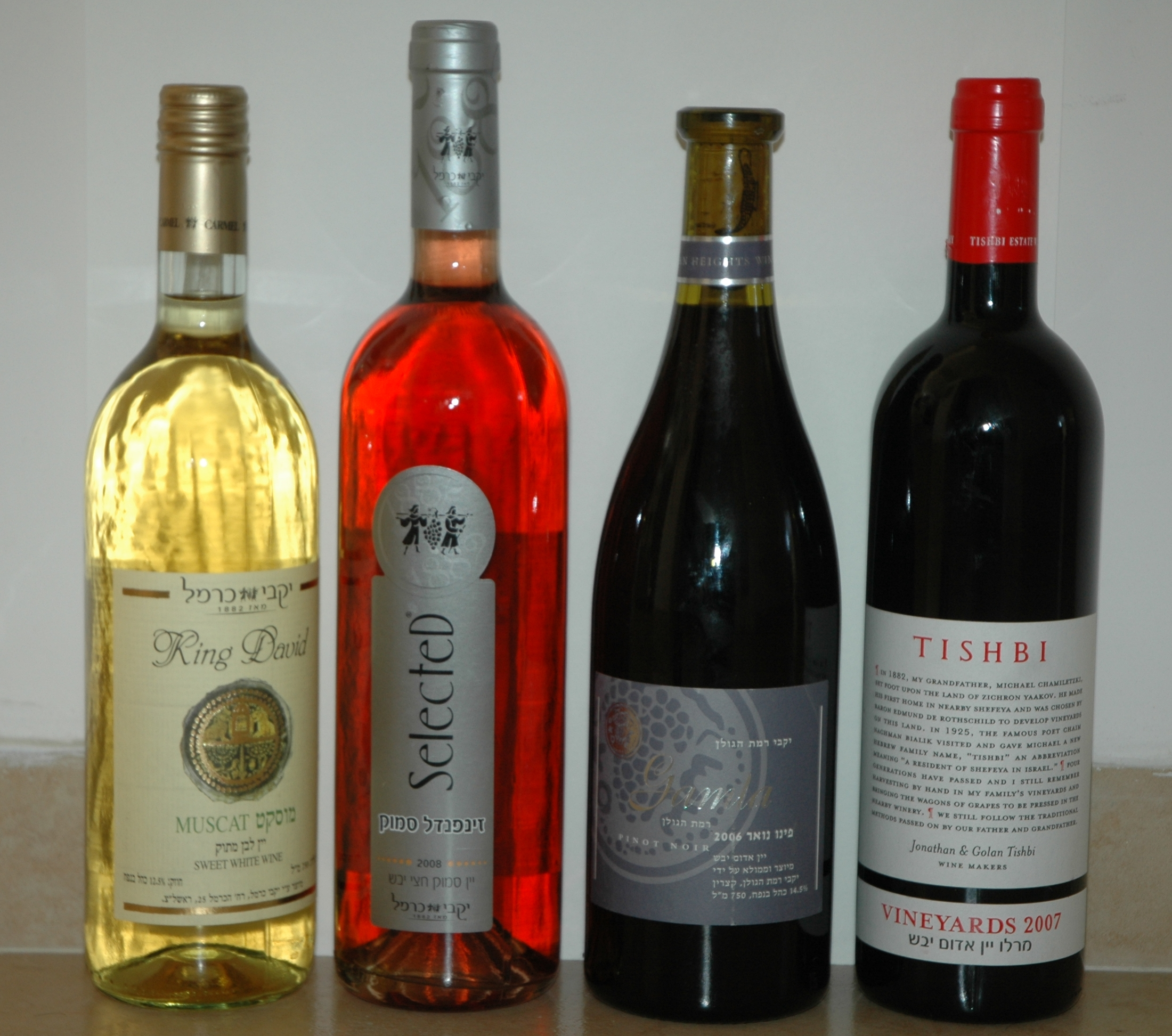
Vinos israelíes de Carmel, Tishbi Winery y Golan Heights Winery

La gran mayoría de los israelíes beben vino con moderación, y casi siempre en las comidas o reuniones sociales. Los israelíes beben cerca de 6,5 litros de vino por persona al año, lo cual es bajo en comparación con otros países mediterráneos consumidores de vino, pero la cantidad per cápita ha aumentado desde la década de 1980, al igual que la producción israelí de vino de alta calidad crece para satisfacer esta demanda, especialmente los vinos semisecos y secos. Además de los vinos israelíes, un número creciente de vinos son importados de Francia, Italia, Australia, Estados Unidos, Chile y Argentina.
La mayor parte del vino producido y consumido desde la década de 1880 era vino dulce kosher cuando se estableció la bodega de vino Carmel (Carmel Winery), hasta la década de 1980, cuando los vinos más secos o semisecos comenzaron a ser producidos y consumidos después de la introducción de la primera cosecha de la bodega de vino de Golan Heights (Golan Heights Winery). Esta bodega fue la primera en centrarse en la siembra y la elaboración de vinos de Cabernet Sauvignon, Merlot, Sauvignon blanc, Chardonnay, Pinot Noir, Riesling y Gewürztraminer blanco. Estos vinos son kosher y han ganado medallas de oro y plata en las competiciones internacionales. El vino israelí se produce ahora por cientos de bodegas, que varían en tamaño, desde pequeñas bodegas boutique en los pueblos a las grandes empresas que producen más de diez millones de botellas al año, que también son exportados a todo el mundo.

### Alimentos no kosher
Los alimentos prohibidos en las leyes dietéticas judías (Kashrut) y en las leyes dietéticas musulmanas (Halal) también pueden incluirse en la cocina diversa pluralista de Israel. Aunque un poco restringidos de manera legal, el cerdo y los mariscos están disponibles en todos los restaurantes no kosher (que son la minoría) y tiendas de todo el país que están ampliamente extendidas, incluso en las cadenas de supermercado Maadaney Mizra, tiv Ta'am, y Maadanei Mania. Un eufemismo hebreo moderno para la carne de cerdo es "carne blanca". A pesar de las restricciones religiosas judías y musulmanas sobre el consumo de carne de cerdo, el consumo de carne de porcino per cápita fue de 2,7 kg en 2009. Una encuesta de 2008 informó que aproximadamente la mitad de los judíos de Israel no siempre siguen el kashrut. La ecuanimidad anómala de Israel hacia sus restricciones dietéticas religiosas puede reflejarse en el hecho de que algunos de los libros de cocina hebreos de Israel Aharoni se publican en dos versiones: ediciones kosher y no kosher.

## Comidas fuera del hogar

### Comida callejera

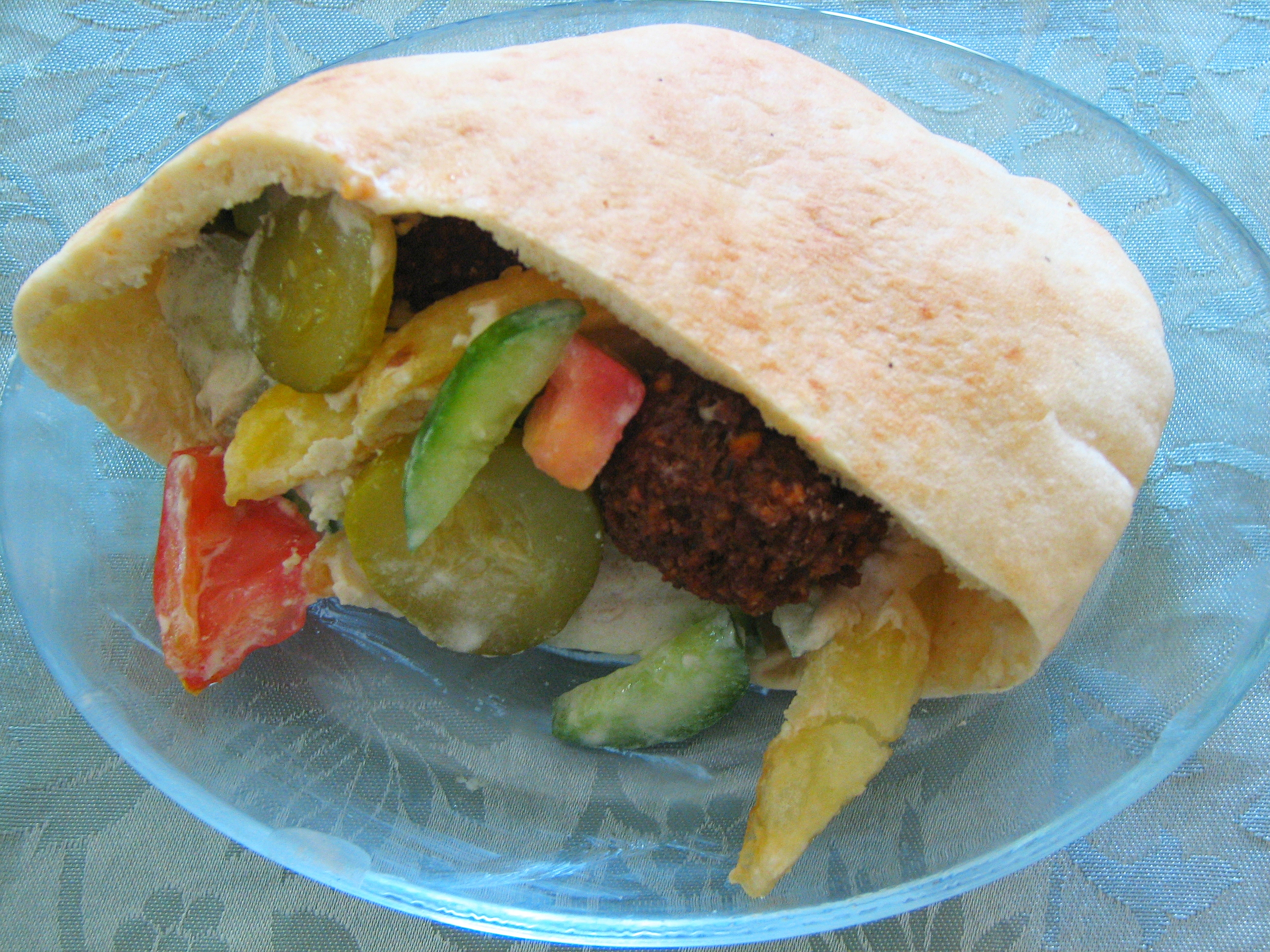
Falafel en una pita con varios vegetales y condimentos

En Israel, como en muchos otros países de medio oriente, la "comida callejera" es un tipo de comida rápida que a veces se come literalmente de pie, y en otras ocasiones hay lugares para sentarse a comer. Los siguientes son platillos que normalmente se comen de esta manera.

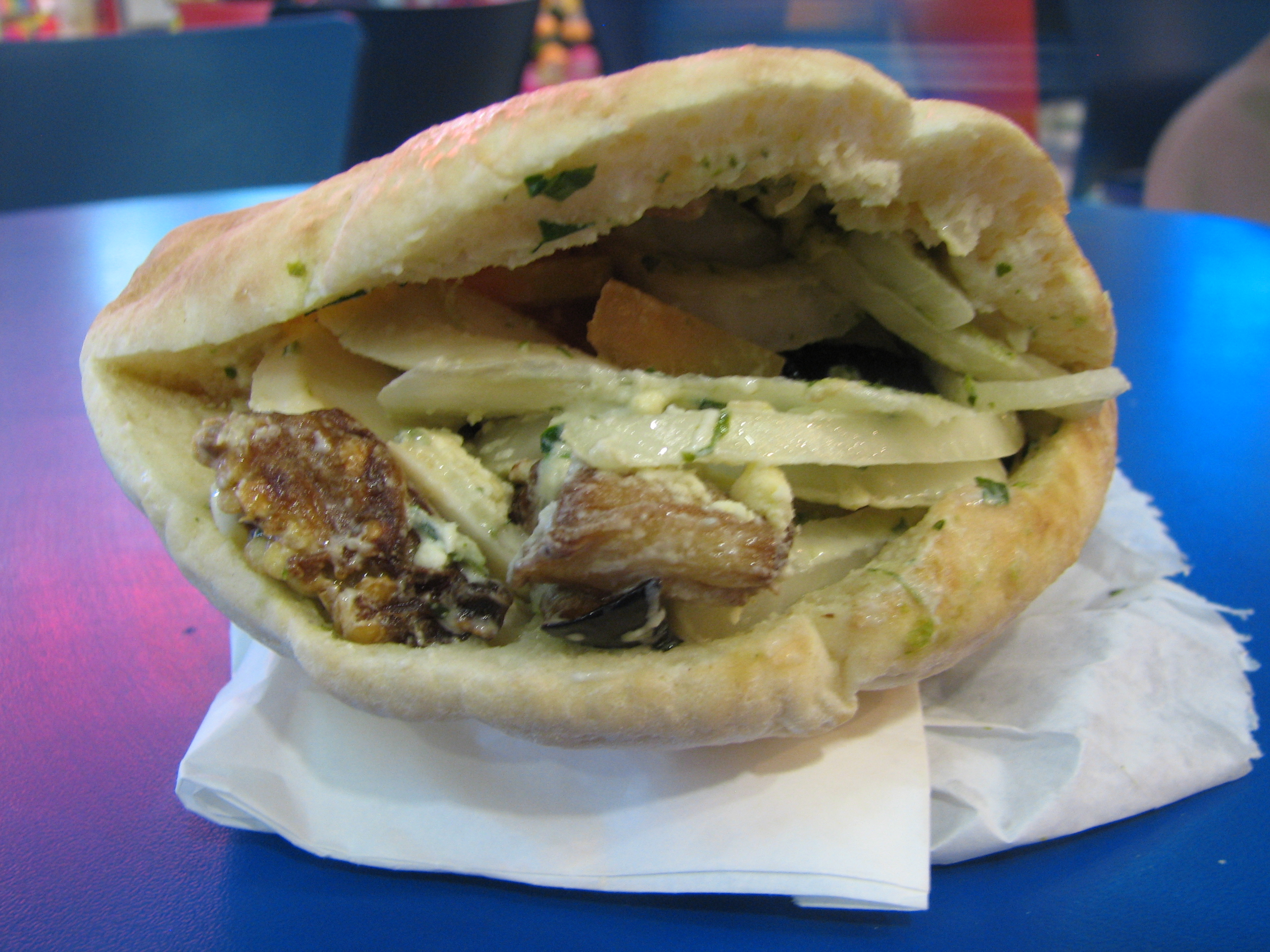
Sabich

Falafel son bolas fritas o hamburguesas de garbanzos con especias, puré o habas y son una comida típica de la comida callejera del Medio Oriente que se ha identificado con la cocina israelí. El falafel se sirve más a menudo en un pan de pita, con encurtidos, tahina, hummus, vegetales cortados y, a menudo, harif, una salsa caliente, dependiendo del origen del fabricante de falafel. Las variaciones incluyen falafel verde, que incluyen perejil y cilantro, falafel roja hecha con Chuma filfel, falafel amarilla hecha con cúrcuma y falafel recubierto con semillas de sésamo.
Shawarma, (de Çevirme, que significa "rotación" en turco) se hace generalmente en Israel con pavo y grasa de cordero. La carne shawarma se rebana, marina y asa en un enorme pincho giratorio. La carne se la mete en una pita con hummus y tahina, o con ingredientes adicionales, tales como anillos fritos o no de cebolla, patatas fritas, ensaladas y encurtidos. Versiones de restaurante más exclusivas se sirven en un pan plano abierto, un lafa, con tiras de carne, berenjena asada y ensaladas.
Shakshouka, originalmente el desayuno de un obrero popularizado por Judíos del norte de África en Israel, se hace simplemente de huevos fritos en salsa de tomate picante, con otros ingredientes vegetales o salchicha opcional. Shakshouka se sirve típicamente en la misma sartén en el que se cocina, con gruesas rebanadas de pan blanco para limpiar la salsa, y guarnición de ensalada. Variaciones modernas incluyen una versión más suave hecho con espinacas y queso feta sin salsa de tomate, y shakshouka chili caliente, una versión que incluye tanto los pimientos dulces como los picantes y cilantro.
La parrillada mixta de Jerusalén, o me'urav Yerushalmi, consta de parrillada mixta de menudos de pollo y cordero con cebolla, ajo y especias. Es uno de los alimentos callejeros más populares y accesibles de Jerusalén. A pesar de que el origen del plato es Jerusalén, es hoy común en todas las ciudades y pueblos de Israel.
Bagels de Jerusalén, a diferencia de los panecillos redondos horneados popularizados por Judíos Ashkenazi, estos son largos y con forma ovalada, hecha de masa de pan, cubierto de semillas de sésamo o za'atar, y son suaves, masticables y dulces. Se han convertido en una merienda favorita de multitudes de los partidos de fútbol, y también se sirve en hoteles, así como en casa.
Malabi es un flan cremoso procedente de Turquía preparado con leche o leche de almendras (para una versión kosher) y maicena. Se vende como un alimento en la calle o puestos, en vasos desechables con jarabe espeso dulce y varias coberturas crujientes como pistachos o de coco picado. Su popularidad ha hecho que en los supermercados se vendan en paquetes de plástico y que los restaurantes ofrezcan versiones más caras y más sofisticados que utilizan varios ingredientes y aderezos como las bayas y frutas. Sahlab es un postre similar hecho a partir de los tubérculos en polvo de orquídeas y leche.
Sabich es un bocadillo tradicional que judíos mizrahi llevaron a Israel y se vende en los quioscos de todo el país, pero especialmente en Ramat-Gan, donde fue introducido por primera vez. Es una pita llena de berenjenas fritas, huevo duro, ensalada, tehina y encurtidos.
El sándwich de Túnez se hace generalmente de una barra de pan con varios rellenos que pueden incluir atún, huevo, limón encurtido, ensalada y el pimiento verde frito caliente.

### Lugares para comer

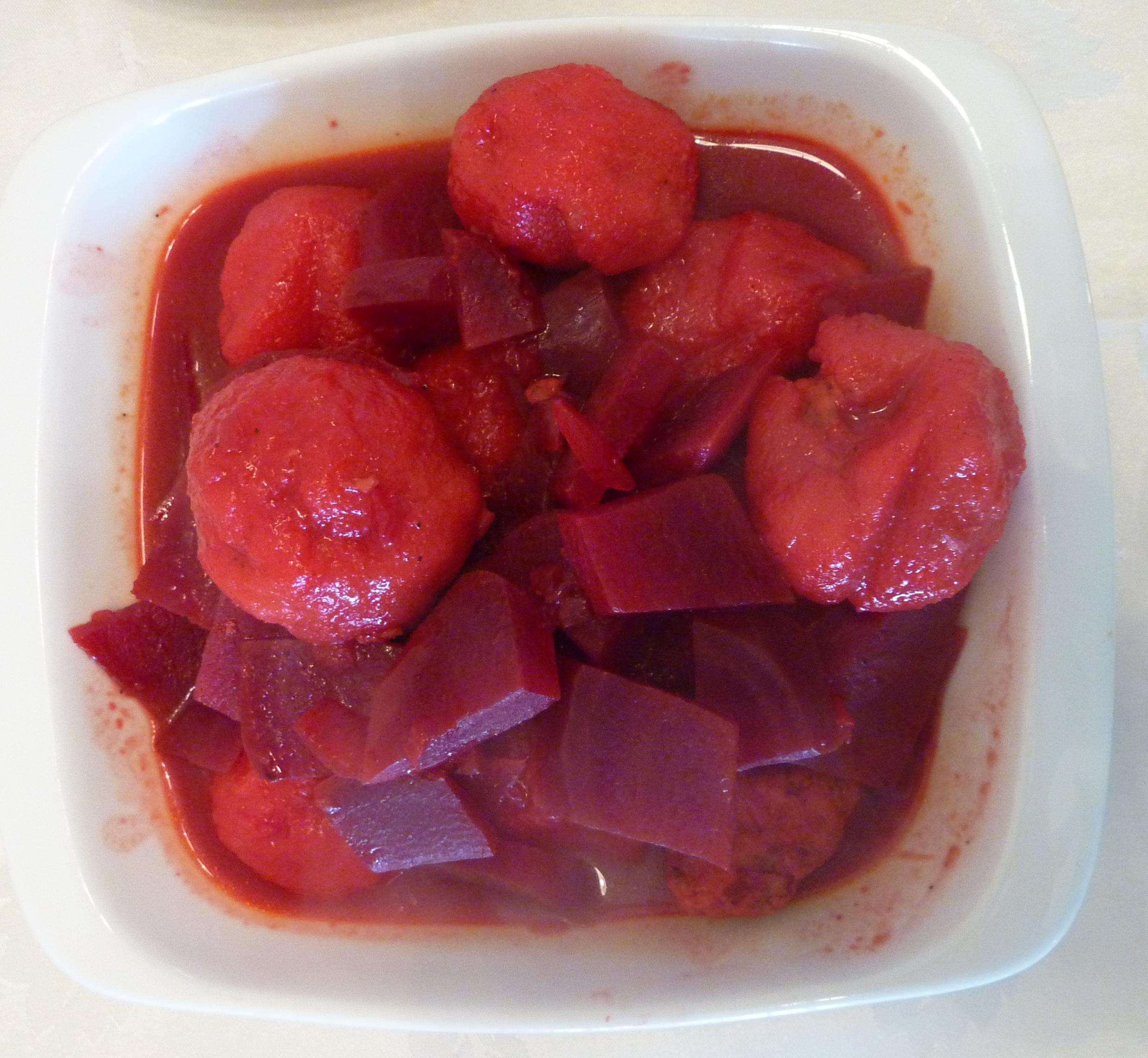
Guiso Kubba

Hay miles de restaurantes, informales, cafés y bares en Israel, que ofrecen una amplia variedad de opciones de comida y estilos culinarios. Lugares para comer que son claramente de Israel son los siguientes:
Puestos de falafel o quioscos son comunes en todos los barrios. Vendedores de falafel compiten para estar al margen de sus competidores y esto conduce a la oferta de extras especiales adicionales, como papas fritas, berenjenas fritos, ensaladas y encurtidos por el precio de una sola porción de falafel.
Hummusia es un establecimiento que ofrece principalmente hummus con una selección limitada de extras como tahina, huevo duro, falafel, cebolla, pepinillos, limón y salsa de ajo y pan de pita o Taboon.
Misada Mizrahit (literalmente, "restaurante del este") se refiere a la Mizrahi judía, restaurantes orientales o árabes. Estos establecimientos populares y relativamente baratos suelen ofrecer una selección de ensaladas meze seguidas de carne a la parrilla con una guarnición de patatas fritas y un postre sencillo, como mousse de chocolate para el postre.
Steakiyot son parrillas de carne que vende para comer en el lugar y para llevar pollo, pavo o cordero como carne, shishlik, kebab y hasta la parrillada mixta de Jerusalén, todo en pan pita o en Taboon.

## Platillos festivos

### Sabbat

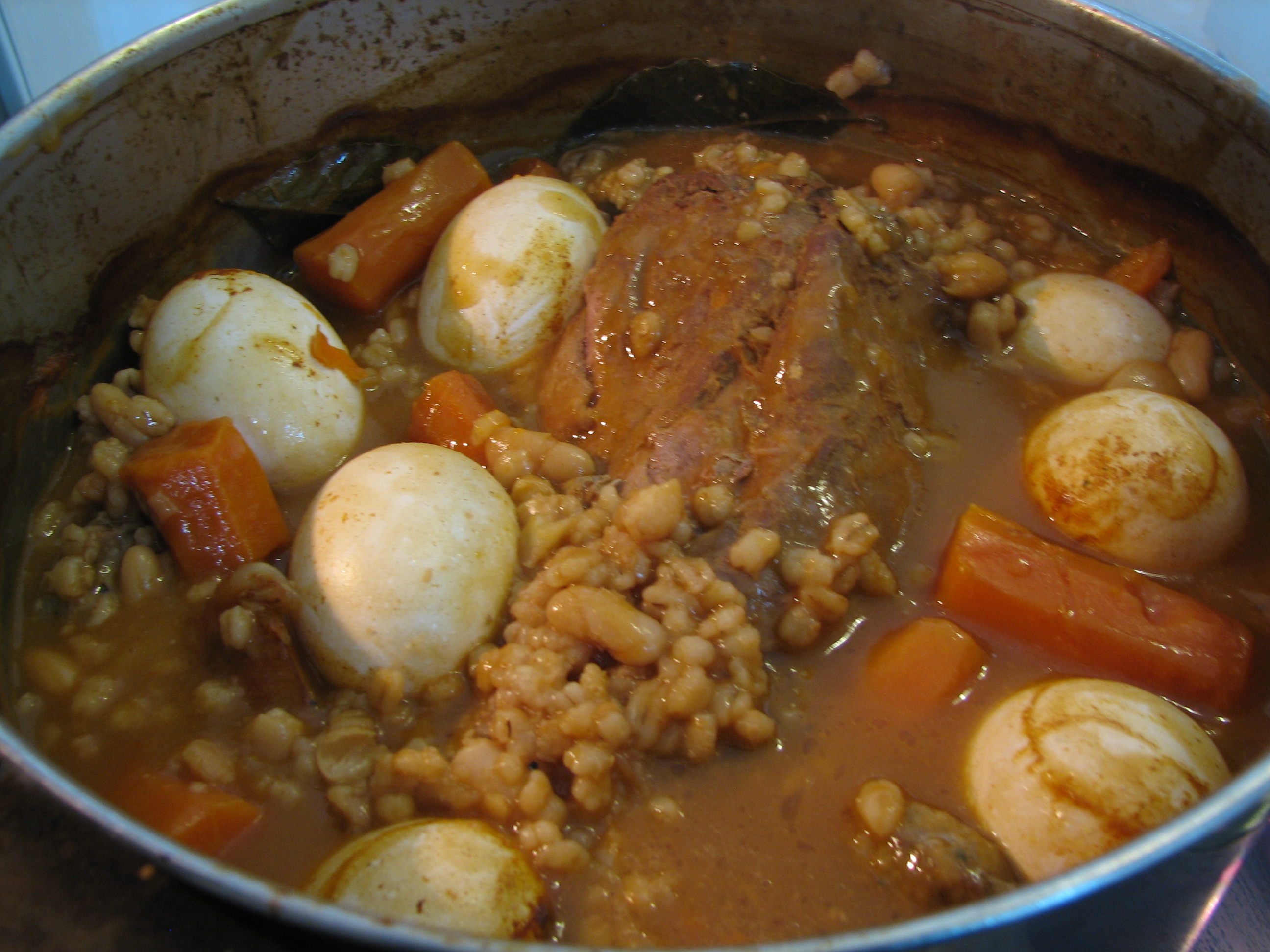
Cholent (Hamin), un guiso de cocción lenta tradicional.

Viernes por la noche (víspera del Sabbat) las cenas suelen ser con amigos y familia. De acuerdo a los favoritos de la familia, y variaciones de acuerdo a su origen étnico, se sirven platos tradicionales, como el pan jalá, sopa de pollo, ensaladas, platos de pollo o de carne y pasteles o frutas para el postre.
El almuerzo de Sabbat es también una comida social muy importante. Desde la antigüedad, las comunidades judías de todo el mundo idearon guisos de carne que comenzar a cocinar antes de la iluminación de las velas que marca el comienzo del sábado en la noche del viernes, a fin de cumplir con las normas religiosas para observar el día de reposo. En el Israel moderno, este plato, en sus muchas variaciones, sigue siendo comido en el Sabbat, no sólo en los hogares religiosamente observantes, y también se sirve en algunos restaurantes durante la semana.
Los ingredientes básicos son la carne y frijoles o arroz hervido a fuego lento durante la noche. El cholent Ashkenazi generalmente contiene carne, papas, cebada y habas, y en ocasiones kishke y condimentos como la pimienta y el pimentón. El hamin sefardí contiene pollo o carne, arroz, frijoles, ajo, patatas dulces o regulares, condimentos como la cúrcuma y canela, y los huevos enteros en la cáscara conocido como haminados. Los judíos marroquíes preparan variaciones conocidas como dafina o skhina (o s'hina) con la carne, cebolla, huesos de la médula, patatas, garbanzos, granos de trigo, huevos y especias como la cúrcuma, el comino, el pimentón y la pimienta. Los judíos iraquíes preparan Tebit, con pollo y arroz.
Para los postres o reuniones informales en Sabbat, panaderos caseros todavía hornean una amplia variedad de pasteles los viernes para ser disfrutados en sábado, o compran en las panaderías o tiendas, tortas como bizcocho, pastel de sémola de cítricos, canela o babkas de chocolate y fruta y tortas de nueces.

### Rosh Hashaná

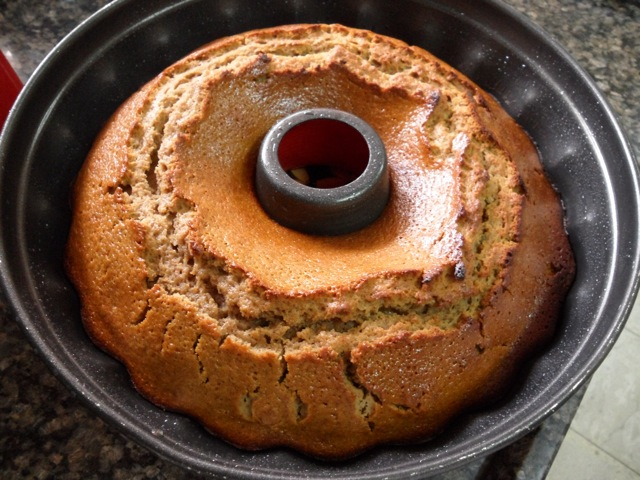
Leicaj (torta de miel) tradicionalmente consumida en Rosh Hashaná.

Rosh Hashaná, el año nuevo judío, es ampliamente celebrado con las comidas familiares festivas y alimentos simbólicos. La dulzura es el tema principal y las cenas de Rosh Hashaná suelen comenzar con manzanas bañadas en miel, y terminar con la torta de miel (leicaj). La jalá es generalmente redonda, a menudo salpicada con pasas y rociada con miel y otras frutas y verduras simbólicos que se comen como un plato principal, como granadas, zanahorias, puerros y remolacha. Los platos de pescado, que simbolizan la abundancia, son servidos; por ejemplo, el pescado relleno (gefilte fish) es tradicional para los asquenazíes, mientras que los judíos marroquíes preparan un plato de pescado picante, chraime. La torta de miel (leicaj) a menudo se sirve como postre, acompañado de té o café. Platos cocinados con zumo de granada son comunes durante este período.

### Janucá

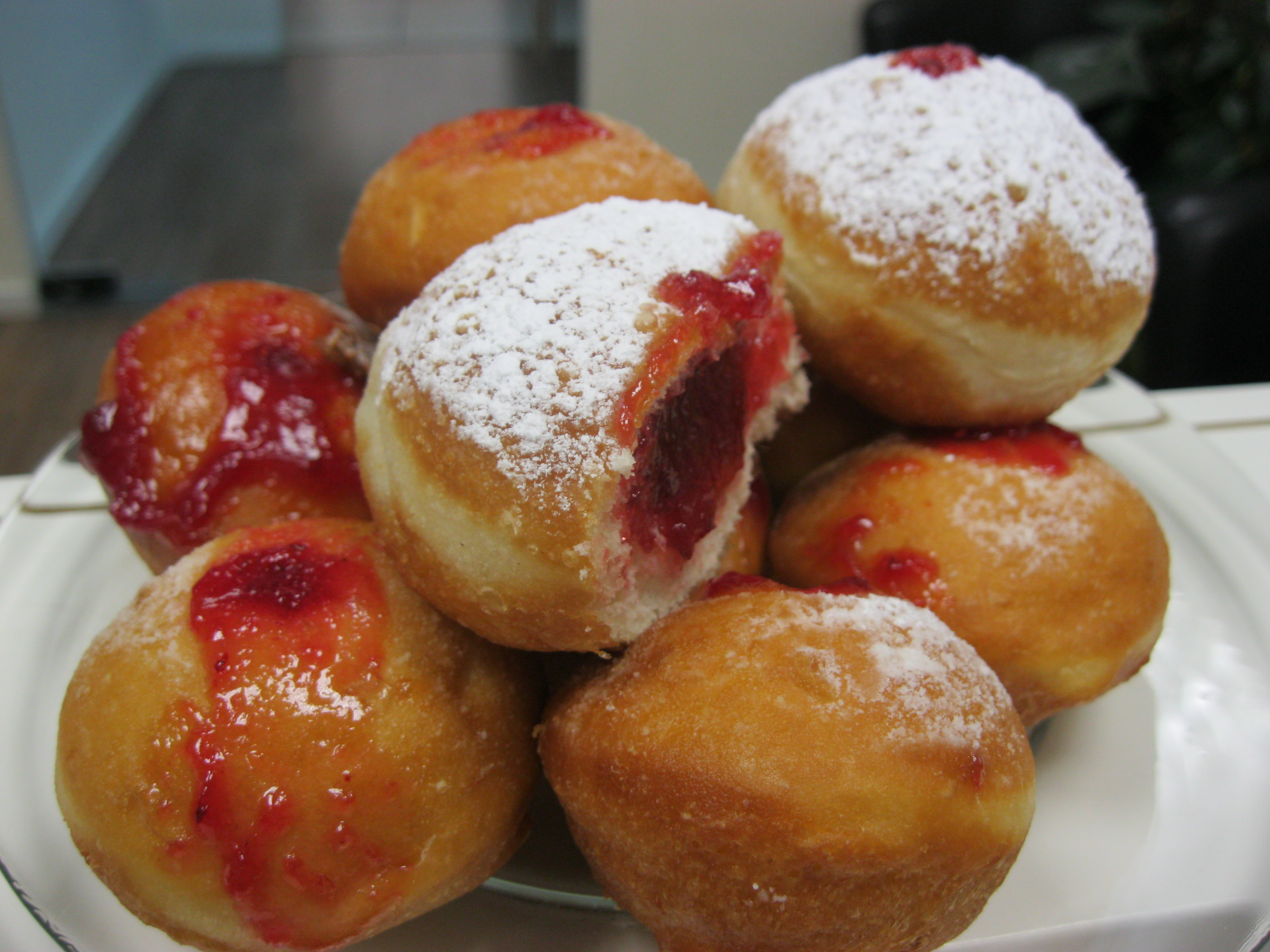
Sufganiót (rellenas de mermelada de fresa), donas servidas en Janucá

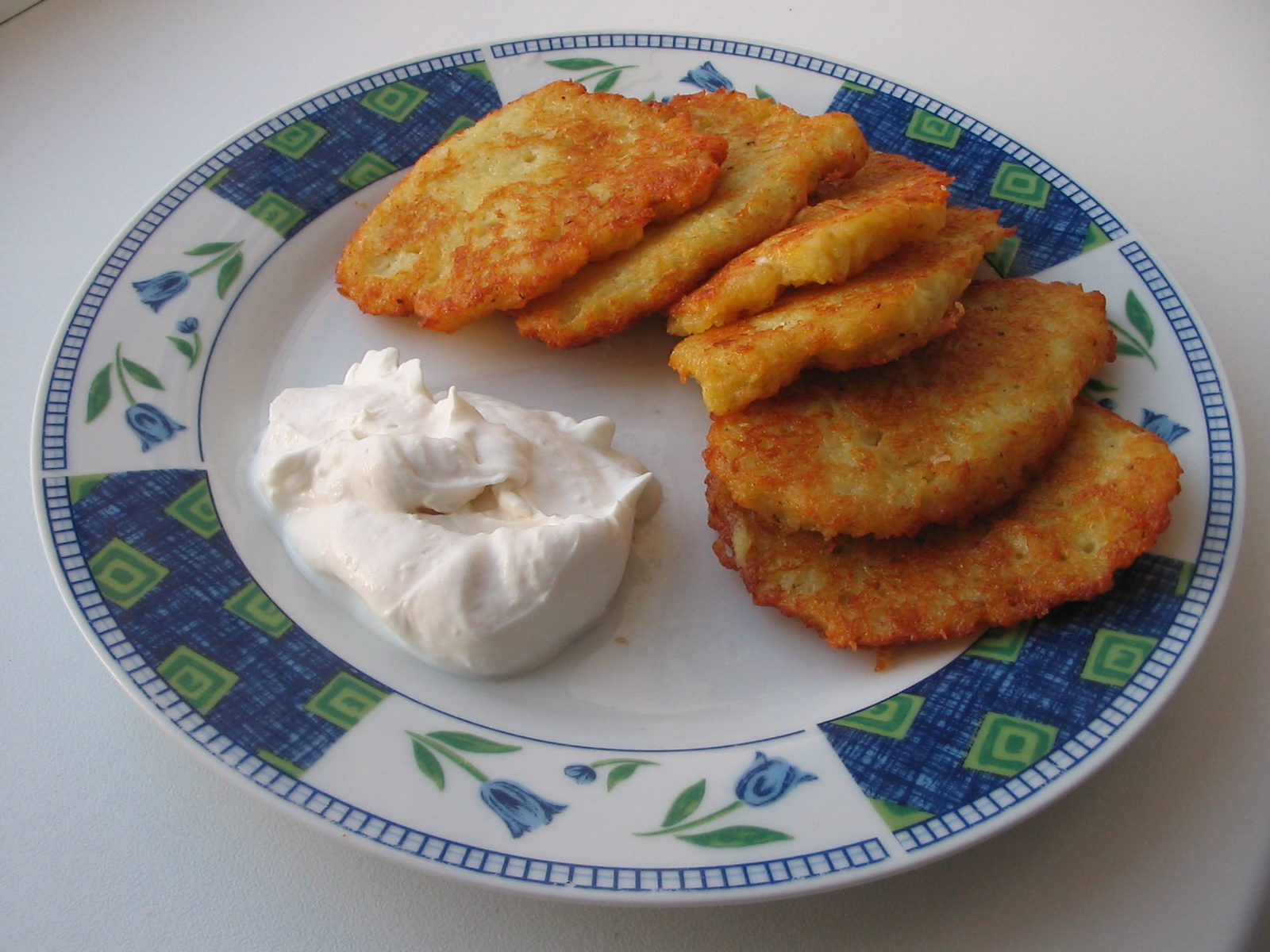
Latkes o levivot.

Janucá, también conocida como la Fiesta de las Luminarias, se caracteriza por el consumo de alimentos tradicionales fritos en aceite, en conmemoración del milagro en el que una pequeña cantidad de aceite suficiente para un día duró ocho días.
Los dos alimentos más populares en Janucá son tortitas de patata, levivot, también conocido como los latkes en ídish; y donas de jalea, conocidos como sufganiót en hebreo, pontshkes (en ídish) o bimuelos (en ladino), ya que son fritos en aceite. Los panqueques de Janucá están hechos de una variedad de ingredientes, desde la tradicional patata o queso, a las innovaciones más modernas, entre ellos el maíz, espinaca, calabacín y batata.
Las panaderías en Israel han popularizado muchos nuevos tipos de rellenos para sufganiót además del relleno de jalea de fresa estándar, y estos incluyen chocolate, vainilla o crema capuchino, y otros. En los últimos años pequeñas, "mini" sufganiót también han aparecido debido a las preocupaciones acerca de las calorías.

### Tu Bishvat
Tu Bishvat es una fiesta judía, celebrada generalmente en algún momento a finales de enero o principios de febrero, que marca el "año nuevo de los árboles". Tradiciones incluyen la plantación de árboles y consumo de frutos secos y nueces, especialmente los higos, dátiles, pasas, algarrobas y almendras.

Muchos israelíes, tanto religiosos (datim) como seculares (jilonim), celebran con un seder Tu Bishvat-cabalístico que incluye un banquete de frutas y cuatro copas de vino de acuerdo a la ceremonia presentada en el haggadot especial inspirado en la Hagadá de Pésaj para este propósito. 

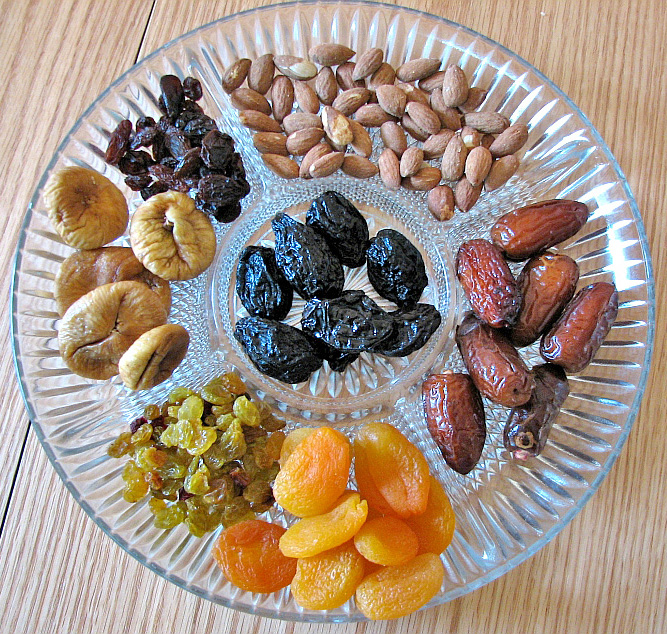
Frutas y almendras secas comidas en Tu Bishvat.

### Purim

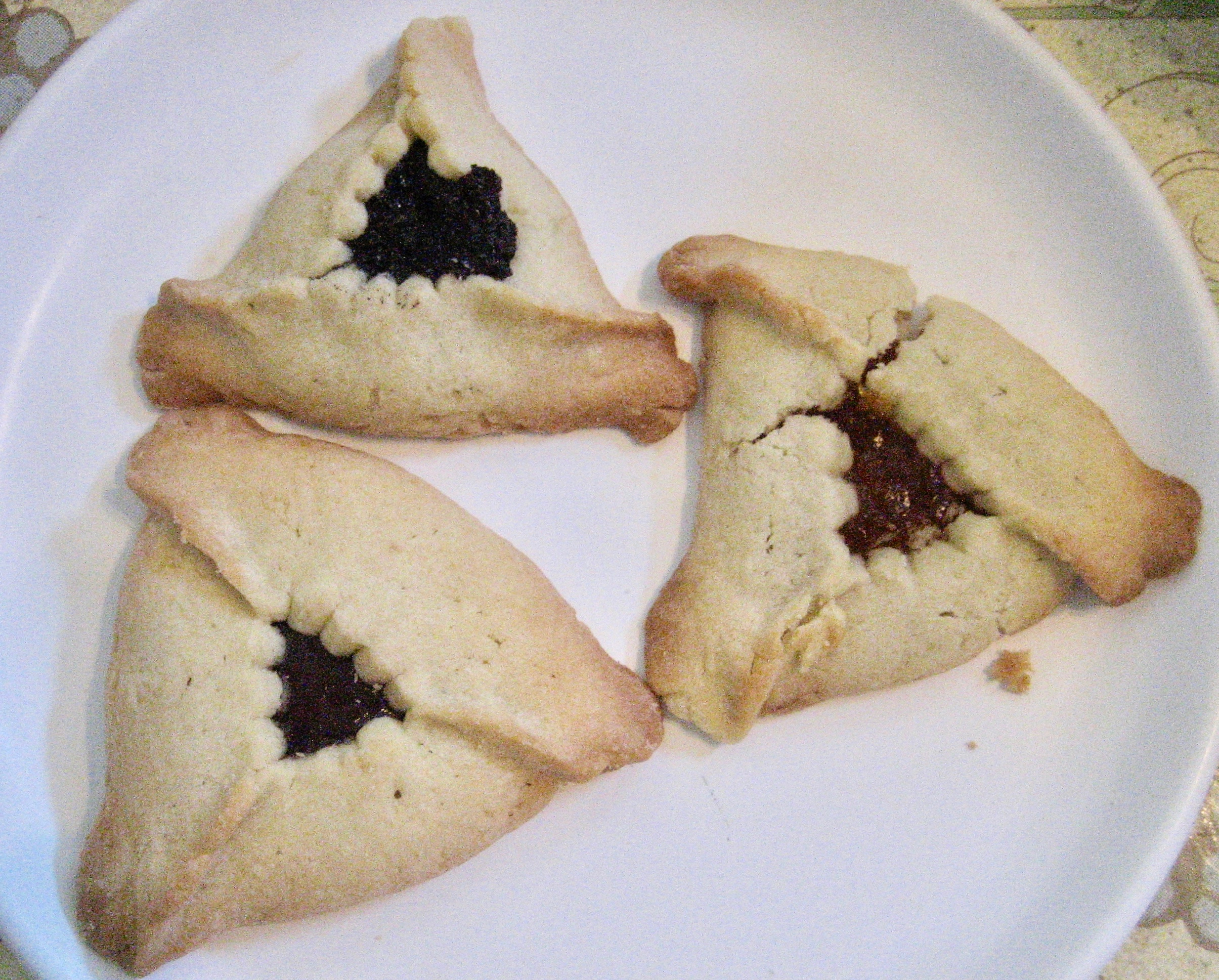
Hamantash, también conocidas como Orejas de Amán, son un platillo típico de la celebración de Purim.

La festividad de Purim celebra la liberación del pueblo judío del plan de Amán para aniquilarlos en el antiguo Imperio persa, tal como se describe en el libro de Ester. Es un día de regocijo y alegría, en la que los niños, y muchos adultos, usan disfraces. Es costumbre comer una comida festiva, seudat Purim, en la tarde, a menudo con vino como la bebida prominente, de acuerdo con el ambiente de alegría.
Muchas personas preparan paquetes de comida que dan a los vecinos, amigos, familiares y colegas en Purim. Estos se llaman Mishloaj Manot ("el envío de porciones"), y a menudo incluyen vino y productos de panadería, frutas y frutos secos, y los dulces.
La comida que más se asocia con Purim se llama haman hamantash ("orejas de Amán"). Estos son los pasteles de tres picos rellenos a menudo con las semillas de amapola, pero también con otros rellenos de frutas. La forma triangular puede haber sido influenciado por viejas ilustraciones de Amán, en las que llevaba un sombrero de tres picos.

### Pésaj
Las vacaciones de una semana de Pésaj (Pascua judía) en primavera conmemora el Éxodo de Egipto y en Israel es por lo general un tiempo para visitar a los amigos y familiares, viajar, y en la primera noche del Pésaj, la cena ritual tradicional, conocida como el Seder. Los alimentos que contienen jametz - levadura - no se pueden comer durante Pésaj. Esto significa pan, pasteles y ciertas bebidas fermentadas, como la cerveza, no se pueden consumir. Los asquenazíes tampoco comen legumbres, conocidas como kitniot. A través de los siglos, cocineros judíos han desarrollado platos con ingredientes alternativos y esto caracteriza a la comida de Pésaj en Israel hoy.
Sopa de pollo con dumplings de matzá (kneidelaj) es a menudo un primer plato para la comida de Seder entre los israelíes de todos los orígenes étnicos. Vegetales de primavera, como los espárragos y alcachofas a menudo acompañan a la comida.
Restaurantes en Israel han llegado con alternativas creativas para ingredientes jametz para crear la pasta, panes de hamburguesa, pizza y otras comidas rápidas en versiones kosher para Pésaj mediante la fécula de patata y otros ingredientes no estándares.

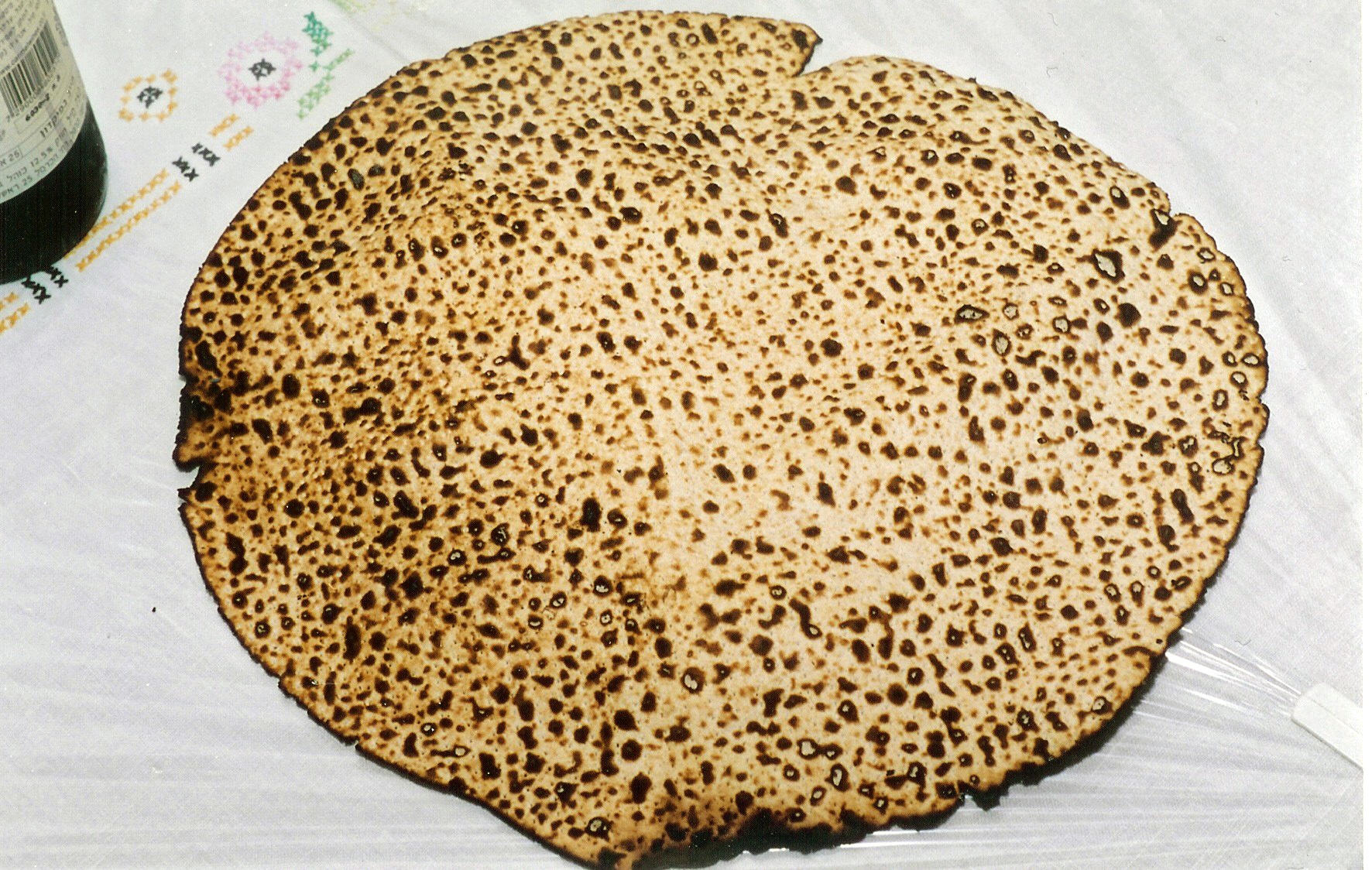
Matzá hecho a mano, tradicionalmente ingerido en Pésaj.

Después de Pésaj, la celebración de Mimouna se lleva a cabo, una tradición traída a Israel por parte de las comunidades judías del norte de África. Por la noche, la fiesta de la fruta, confitería y pastelería se prepara para que los vecinos y visitantes disfruten. En particular, la primera levadura después del Pésaj, es una crepa delgada llamada mofletta, se come con miel, jarabe o mermelada. La ocasión se celebra al día siguiente con picnics al aire libre en los que las ensaladas y carnes a las brasas son las características prominentes.

### Shavuot
A principios del verano se celebra el festival de la cosecha judía, conocido como Shavuot. Shavuot marca el pico de la nueva cosecha de granos y la maduración de los primeros frutos, y es un momento en que la leche era históricamente más abundante. Para celebrar este día de fiesta, se comen muchos tipos de alimentos lácteos. Estos incluyen quesos y yogures, pasteles a base de queso y quiches llamados pashtidot, panqueques de queso y pastel de queso elaborado con queso blanco suave (levana gvina) o queso crema.